# Robledo de Chavela
Robledo de Chavela es un municipio y localidad española perteneciente a la Comunidad de Madrid. Está situado en la Sierra Oeste de Madrid, en una zona situada a medio camino entre el área occidental de la sierra de Guadarrama y la sierra de Gredos. El término municipal tiene una población de 4725 habitantes (INE 2024).

## Toponimia
«Robledo»
El origen de este término es el latín roburetum (roble), nombre que pusieron los romanos a esta zona por la abundancia de este tipo de árbol, hoy en día ampliamente sustituido por los pinos. 
«Chavela»
Sobre el origen de este término existen opiniones encontradas: 
1. Chavela sería el hipocorístico de Isabela y se le pondría en honor a la reina Isabel la Católica, cuyo pintor de cámara, el Maestro de Robledo de Chavela, realizó el retablo de la iglesia de la Asunción de Nuestra Señora.
2. Chavela derivaría de "ocho en vela", en alusión al número de soldados que vigilaban en la Edad Media la fortaleza, situada donde ahora está la iglesia de la Asunción de Nuestra Señora. Estos soldados estarían representados por los ocho velones o chapiteles que rematan la torre del campanario, bien según otras teorías, por los ocho pequeños torreones que rodean el ábside del templo.
3. Jiménez de Gregorio piensa, en cambio que, quizás, sea el nombre de un repoblador del siglo XI, ya que cha significaba "padre" en la Edad Media (palabra derivada del vasco aita), y vela es una abreviación de Velasco, un nombre propio muy común en aquella época: originalmente, pues, la zona sería "el robledal del padre Velasco" o "del padre de Valeasco". Y no es rara esta formación en topónimos, como Chaherrero o Chamartín. Por su parte el profesor Emilio Nieto, en su Breve diccionario de topónimos españoles, afirma que "Echa" (abreviado en "Cha") se usaba también en la Edad Media como nombre propio de persona.
4. José Luis López opina que Chavela tiene su origen en la palabra árabe "Djebel", pronunciada "chebél", que significa "montaña" (como en djebel-tarik, que dio en el topónimo Gibraltar). Esta tesis se apoya en que hay varios topónimos en el municipio -sobre todo, los picos cercanos- que mantienen el nombre árabe, como la Almenara (la torre, en árabe) o el Almojón. Con todo el respeto, las otras teorías sobre el origen del nombre no se corresponden con los usos habituales en la formación de topónimos, siendo esta la única que respeta las normas comúnmente utilizadas en la lingüística aplicada a la toponimia. A favor del argumento téngase en cuenta que el propio topónimo Roboretum no es otra cosa que el propio topónimo "robledal" o "bosque de robles"; es decir, para la formación de topónimos lo habitual es utilizar algún referente inmediato de la orografía, como un río, un bosque o una montaña. Contra este argumento puede decirse que en la época de dominación árabe "la zona estuvo despoblada" y habría sido objeto de repoblación. Sin embargo, el que no se hayan encontrado vestigios no significa que estuviera despoblada; los nombres de las principales montañas de la zona así lo demuestran. Como zona fronteriza, es posible que fuera un bastión militar poco explotado económicamente.
5. Gregorio de Andrés piensa que chaz proviene del latín y significa "casa", posesión, al igual que chez, en francés, por lo que Chavela se referiría a un lugar en poder de los Vela (un origen parecido, por ejemplo, se ha atribuido a Chamartín, distrito de Madrid: "la casa de Martín").
6. Para Javier Vildósola, vecino residente de la localidad, el topónimo bien pudiese proceder de la planta del ábside de la iglesia parroquial, cuya denominación arquitectónica es planta ochavada, mientras que sostiene que el término Robledo no procedería del latín, ya que el término que designa dicho árbol es robur, y se declina robur-roburis, de donde si procede la palabra "robusto. Desde su punto de vista, Robledo es más reciente y procede del castellano indicando bosque de robles. A su vez aclara que los 8 pináculos de la torre eclesial, además de estar orientados a los puntos cardinales formando una rosa de los vientos, son una característica común a la arquitectura religiosa gótica, estilo de periodo tardío al que pertenece dicha torre-campanario.

## Símbolos
El escudo heráldico y la bandera que representan al municipio fueron aprobados oficialmente el 23 de enero de 1992. El escudo se blasona de la siguiente manera:

«Escudo partido: Primero, de oro, un roble de su color, arrancado, acompañado de ocho estrellas de azur dispuestas a su alrededor; segundo, de gules, una torre de iglesia, de plata. Va timbrado con la Corona Real Española.»
Boletín Oficial del Estado nº 69 de 20 de marzo de 1992

La descripción de la bandera es la siguiente:

«Bandera rectangular, de proporciones 2/3, de color rojo, que lleva en su centro el escudo de Armas Municipal timbrado y ocho estrellas azules, colocadas próximas a los ángulos y a los centros de cada lado del paño de la bandera.»
Boletín Oficial del Estado nº 69 de 20 de marzo de 1992

## Geografía física

### Ubicación

Situación del municipio de Robledo de Chavela en la Comunidad de Madrid.

La localidad capital del municipio está situada a una altitud de 901 m sobre el nivel del mar en el suroeste de la Comunidad de Madrid. Limita, al norte, con Santa María de la Alameda y Zarzalejo, al este, con San Lorenzo de El Escorial, Navalagamella y Fresnedillas de la Oliva, al sur, con Colmenar del Arroyo y Navas del Rey, al oeste, con Valdemaqueda y Cebreros.
El pueblo, además, forma parte de lo que se ha denominado la Ruta Imperial, es decir, los distintos municipios por donde pasaba el rey Felipe II en sus desplazamientos entre el Monasterio de El Escorial y Madrid. Se encuentra a unos 63 km de Madrid.
| Noroeste: Valdemaqueda     | Norte: Santa María de la Alameda | Noreste: El Escorial y Zarzalejo               |
| Oeste: Valdemaqueda        |                                  | Este: Fresnedillas de la Oliva y Navalagamella |
| Suroeste: Cebreros (Ávila) | Sur: Navas del Rey               | Sureste: Colmenar del Arroyo                   |

Datos cartográficos
Según el Directorio Cartográfico de España:
- Latitud en grados decimales: 40.5
- Longitud en grados decimales: -4.233
- Coordenada X UTM Huso 30: 395489
- Coordenada Y UTM Huso 30: 4484062.8
- Huso UTM: 30
- Cuadrícula UTM: UK98
- Latitud en grados, ' y : 40, 30, 0
- Longitud en grados, min y s: -4, 14, 0
- Código Ine: 28125
- Hoja del MTN 1:50000: 557
- Hoja del Instituto Geográfico Nacional: 532-IV (Robledo de Chavela), a escala 1:25.000.

### Orografía

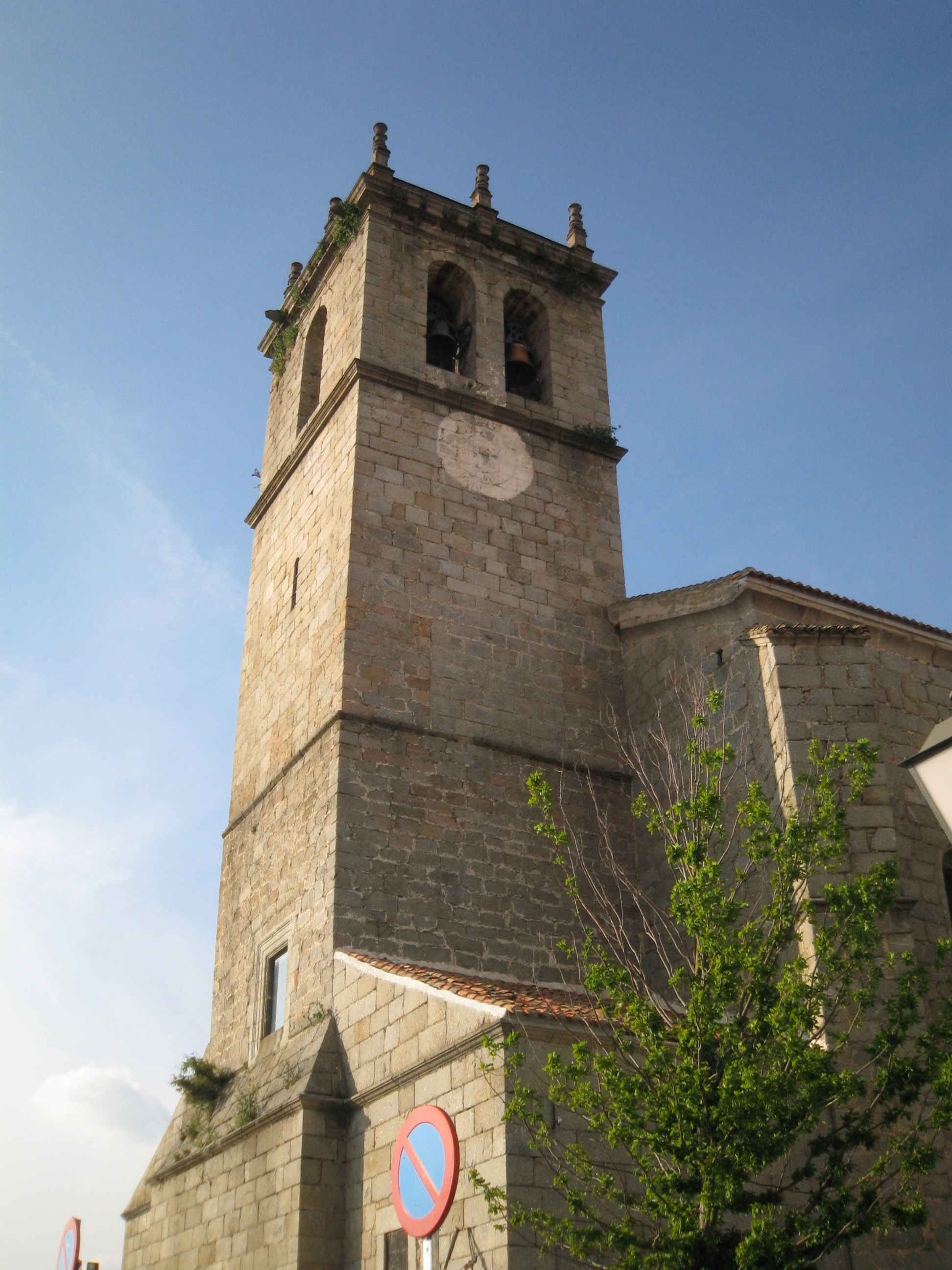
Torre de la iglesia de la Asunción de Nuestra Señora.

El término está recorrido longitudinalmente por una cadena montañosa, cuyas alturas más representativas son los montes:
- San Benito (1626 m s. n. m.) (al norte)
- La Almenara (1259 m s. n. m.) (al sureste)
- El Almojón (1178 m s. n. m.) (al sureste)

Otras alturas menores del municipio son las siguientes:
- Cerro de Monte Agudillo
- Cuerda de la Parada
- Cuerda Verduguera
- Cerro de Valle Lorenzo

Cercanos a Robledo, pero fuera de su término municipal, se encuentran las siguientes alturas:
- El Pinar de Zarzalejo (1200 m) (al norte)
- El monte Abantos (1752 m) (al norte)
- Santa Catalina (1386 m) (al oeste).[8]

La geomorfología de la zona es esencialmente granítica, debiendo destacarse especialmente las antiguas explotaciones mineras de granito existentes en la zona del embalse de Robledo de Chavela y del puerto de la Cruz Verde, desde donde salió parte de la piedra que se utilizaría en la construcción del Monasterio de San Lorenzo de El Escorial.
Accidentes geográficos peculiares
- El Lisadero: piedra de granito situada a las afueras del casco urbano, cuya forma peculiar en forma de tobogán, permite a los niños deslizarse por ella. Dicha roca ha sido formada por la acción del agua a lo largo de miles de años.[cita requerida]
- El Risco de los Monaguillos (junto a la ermita de San Antonio de Padua).

### Hidrografía

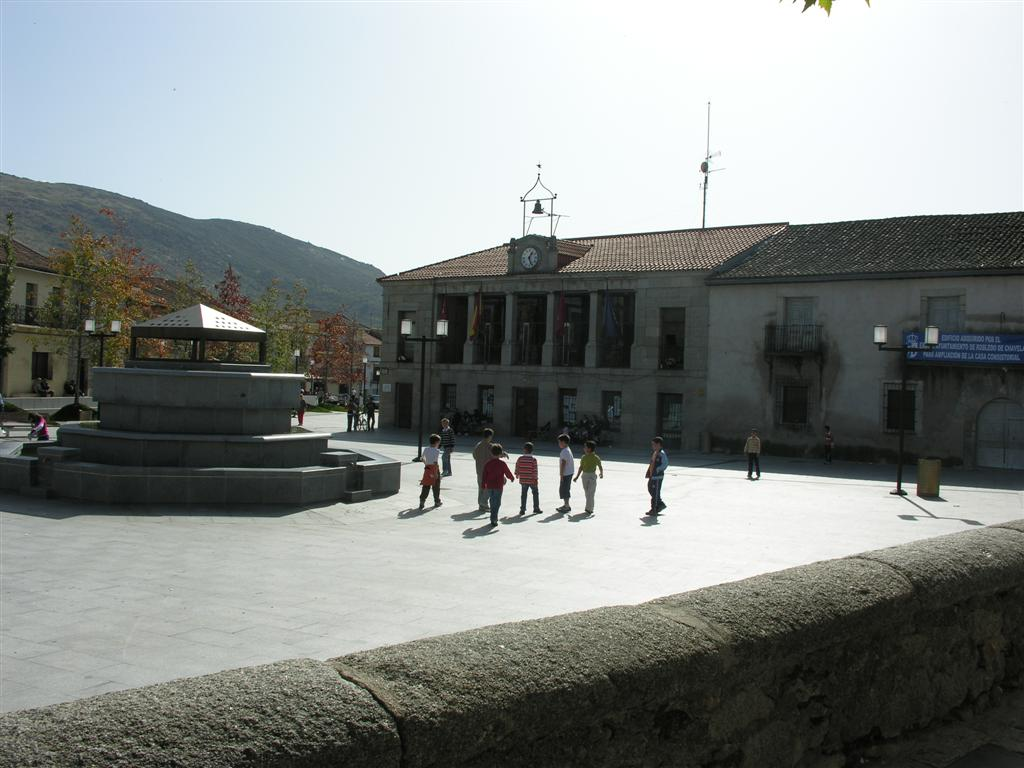
Ayuntamiento y plaza de España.

Por el término municipal discurre el río Cofio, afluente por la izquierda del Alberche. 
Asimismo, el municipio se encuentra interrumpido por varios valles fluviales:
- Al norte, el formado por el arroyo de Valsequillo
- En la parte central, el del arroyo de la Puebla
- Al sur, el del Vado de las Vacas
- Al sudeste, los valles de los arroyos de Valdezate y el Cercón
- Al noreste, la dehesa de Fuentelámparas

Aunque dentro del término municipal de Robledo de Chavela, no hay ningún embalse, existe uno que lleva su nombre, el embalse de Robledo de Chavela, precisamente porque el mismo se construyó para abastecer de agua al término, aunque actualmente sirve para la regulación del río Cofio, que es el principal curso de agua que pasa por el municipio.
El municipio se abastece del agua del embalse de La Aceña, situado en la finca de Peguerinos, por mediación del Canal de Isabel II.

### Clima
Pluviometría
- Número medio anual días de tormenta (días con rayos en un radio de 10 km): 15,6
- Días anuales de tormentas fuertes: 0,2
- Número medio anual de descargas (rayos) en torno a 10 km: 122
- Hora de máxima actividad: 4 Z
- Hora de mínima actividad: 9 Z
- Mes más tormentoso: mayo
- Mes menos tormentoso: enero

## Naturaleza
La belleza de los paisajes de este municipio hizo que, hace años, se le denominase La Suiza Española, nombre que actualmente recibe una de sus urbanizaciones.

### Flora
La superficie de Robledo presenta una importante riqueza forestal, donde destacan extensos pinares de gran valor, y encinares, así como jara y robles de tipo melojo.
En toda la zona hay instalado un conjunto de sensores térmicos para detectar posibles incendios.
Montes públicos:
- La Almenara
- Cerro Robledillo
- Fuente Anquila
- Monte Agudillo

### Actividad cinegética
La mayoría de los terrenos del municipio son cotos de caza, quedando escasas zonas libres. En algunas grandes fincas privadas se está procediendo a la reintroducción de especies como el gamo, el ciervo y el muflón.
A diferencia de las fincas de caza mayor (que suelen ser privadas), las de caza menor están gestionadas por la sociedad local de cazadores La Madroñera.

## Historia

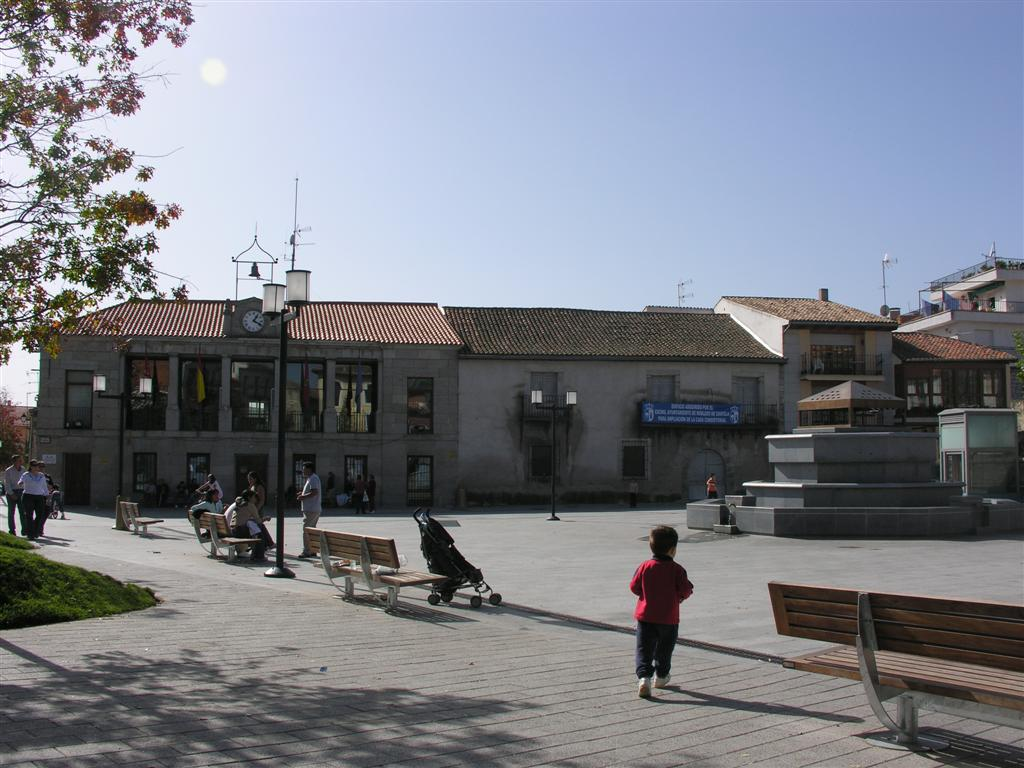
Plaza del Ayuntamiento

### Primeros vestigios, los romanos
Para encontrar la primera referencia de Robledo de Chavela, nos tenemos que remontar 1500 años atrás, cuando los romanos construyeron una calzada romana en los aledaños de Robledo. Lo llamaron Roburetum, debido a las agrupaciones de robles que existían en el entorno de la villa. Actualmente podemos encontrar vestigios de lo que fue una calzada romana, en las cercanías de Robledo, entre este municipio y Zarzalejo. Del hipotético asentamiento, no queda rastro.

### Siglos XI, XII y XIII
Durante la época visigoda y árabe, la zona estuvo despoblada y es ya a partir de la Reconquista, a finales del siglo XI, cuando los reyes cristianos avanzaron hacia el interior y recuperaron esta zona como asentamiento pastoril, repoblándose nuevamente en el siglo XIII.
La repoblación en el siglo XIII, de la que queda constancia en documentos escritos, fue promovida por el rey Alfonso VIII de Castilla, una vez asegurada la frontera frente a los musulmanes en el Tajo. Esta repoblación fue producto de la política ganadera expansionista llevada a cabo por el concejo de la ciudad de Segovia (ciudad a la que pertenecía Robledo), cuya actividad económica se basaba en la ganadería y en el aprovechamiento forestal, además de en una agricultura de supervivencia. Documentos de 1302 señalan a los quiñoneros segovianos como repobladores del lugar.
Robledo formaba parte de la Comunidad de ciudad y tierra de Segovia o Universidad de la Tierra, perteneciendo, dentro de la misma, al Sexmo de Casarrubios. El Estado de Robledo estaba formado por el lugar de Santa María de la Alameda y sus anejos Roblehondo, Navalespino, Alaminejo, La Hoya y la mitad de La Lastra. También pertenecían al mismo las villas de Peralejo, Zarzalejo, Las Fresnedillas y la mitad de Los Degollados. Todos ellos eran términos de realengo.

### SiglosXIVyXV
A pesar de que las tierras de Robledo eran de realengo, sufrían con frecuencia de usurpaciones por parte de nobles y concejos, especialmente a finales del siglo XV. Esto obligó a que sus habitantes buscaran nuevas tierras. Los antiguos robledanos acabaron por asentarse en torno al altozano donde hoy se encuentra situada la iglesia parroquial.
En los siglos XIV y XV, Robledo adquiere gran importancia. De esta época proviene la imponente iglesia y su magnífico retablo mayor. También, en esta época, se establece el mercado en los alrededores de la iglesia, se construyen las plazas de España y Piedita, se edifican las casonas, se reedifican los puentes y se levantan el molino viejo y el torreón de Fuentelámparas.

### SigloXVI: Robledo, Felipe II y el Real Sitio de San Lorenzo de El Escorial

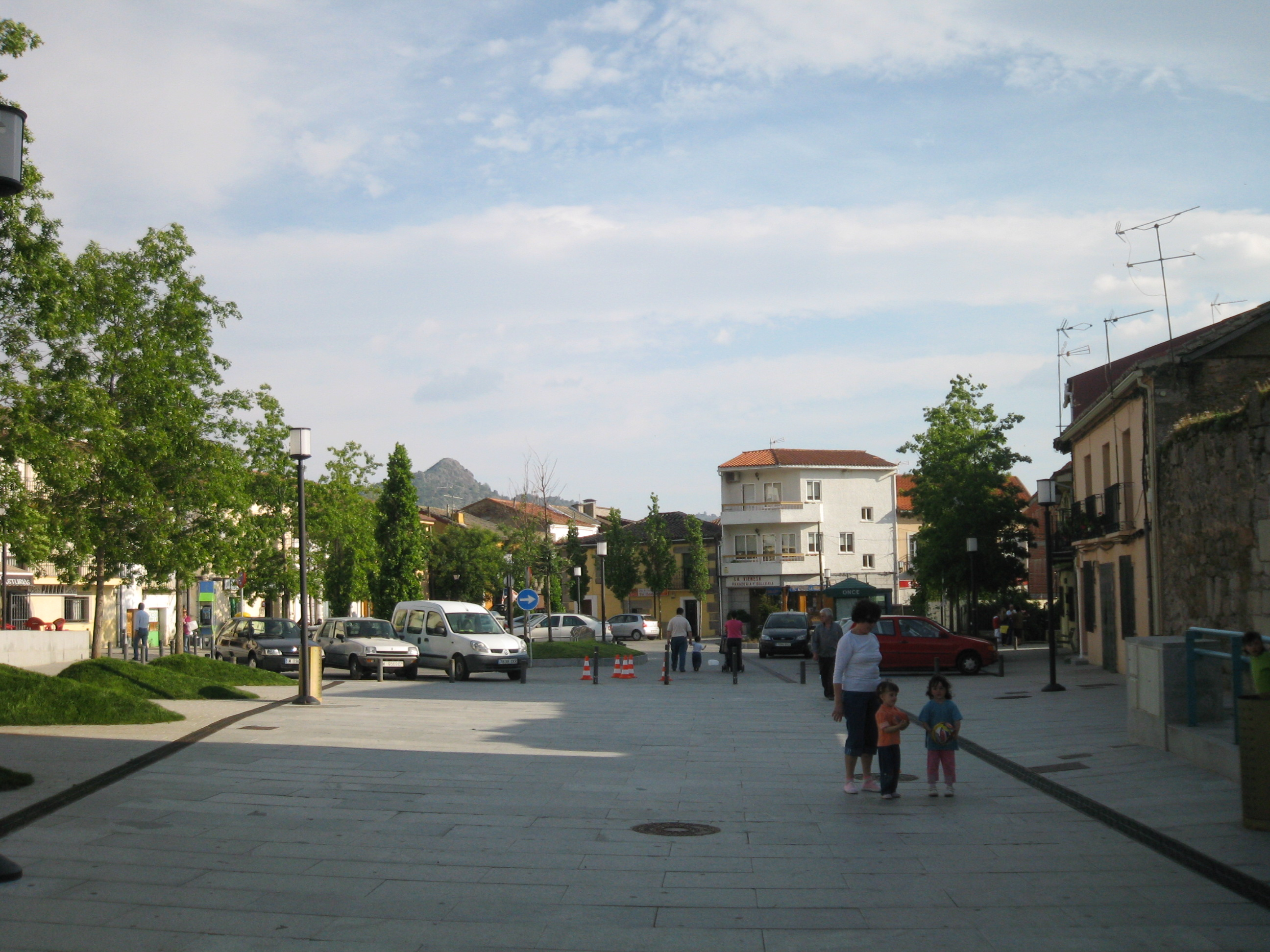
Vista general de la plaza de Piedita

La recesión demográfica debida a las epidemias que asolaron Castilla en el siglo XVI y su consecuente empobrecimiento de la población se paliaron en Robledo con el aprovechamiento forestal y la cantería para la construcción del Monasterio de El Escorial.
Los terrenos pertenecientes a Robledo, por aquella época, eran mucho más extensos que los actuales. Felipe II, ordenó construir el Monasterio de San Lorenzo de El Escorial hacia 1563, y, como algunos dicen, el Escorial se construyó en Robledo de Chavela; eligió el monarca estos entornos por ser un paraje de singular belleza y para cumplir los deseos de su padre, Carlos V de construir un Panteón Real que, en su tiempo, representaría el espíritu de su imperio y la grandeza de la dinastía austriaca.
En principio, Felipe II había elegido para la ubicación de su monasterio el término de Zarzalejo, que, por aquel entonces, como se dijo más arriba, formaba parte de los Estados de Robledo. De aquella época proviene la denominación de caribes para los habitantes de Zarzalejo de arriba: según es tradición, éstos se opusieron duramente a la construcción del Monasterio de El Escorial en su término y, ante su actitud, Felipe II afirmó que eran "más indómitos que los indios caribes". 
La existencia de aguas, buena piedra berroqueña y pinares en los alrededores proporcionarían los elementos básicos para la construcción de tan espléndido monumento, de ahí que el monarca iniciase un proceso de adquisición de tierras que sirvieron para ubicarlo y para el mantenimiento del Monasterio y de la comunidad jerónima que en aquellos tiempos lo administró.
Estos terrenos, que incluyeron extensiones como la Herrería, la Fresneda, Campillo y Monasterio (actual Valle de los Caídos y terrenos hacia Collado Villalba) y la dehesa Boyal (monte de la Jurisdicción hacia Abantos) del original término de El Escorial, configuraron un entorno privilegiado que combinaba su tradicional dedicación agro-silvo-pastoril, con otras actividades de ocio y esparcimiento (paseo, caza, hípica…) realizadas por los sucesivos monarcas que lo habitaron. 
Pero, volviendo a la afirmación de que el Real Sitio se construyó en Robledo: todos los terrenos y fincas anteriormente nombrados, eran de Robledo de Chavela, hasta que, en 1565, Felipe II otorgó a El Escorial el reconocimiento de villa, y por lo tanto, su independencia de Robledo.
Felipe II y los reyes que le sucedieron tenían algo en común, su afición por la caza, que practicaban frecuentemente en fincas de Robledo. El torreón de Fuentelámparas, se construyó precisamente para que la Corte lo usara como puesto de vigía o refugio palaciego.
Además, Felipe II visitó la Ermita de Navahonda en más de una ocasión; esta ermita se construyó sobre otra que ya pagaba tributos al Monasterio de San Lorenzo de El Escorial.

### La Villa de Robledo de Chavela

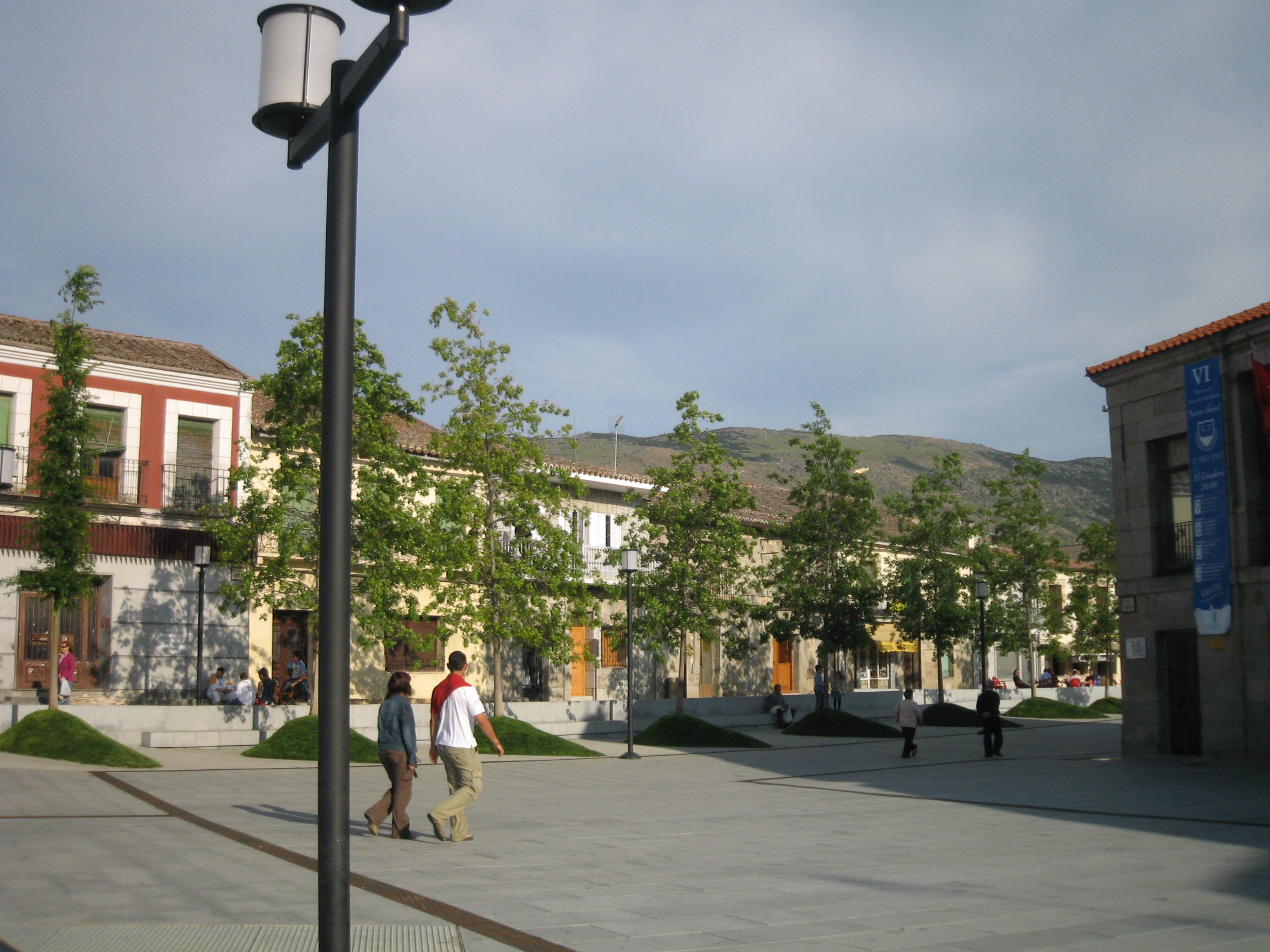
Plaza de España y plaza de Piedita

En 1558, el rey Felipe II quiso enajenar las tierras de Robledo al marqués de las Navas, pero la ciudad de Segovia (provincia a la que pertenecía Robledo) no se lo permitió. A principios del siglo XVII, en 1626, Robledo de Chavela y sus anejos compraron su jurisdicción al Rey, obteniendo así el villazgo, pero, poco después, se tuvieron que vender a un señorío particular a nombre de José Strata y Espínola, al no poder hacerse cargo del endeudamiento generado por su independencia. 
En 1649 el Señorío se convirtió en Marquesado de Robledo de Chavela, título que se transfiere al duque de Canzano, al casar con la marquesa, viuda en 1670. Finalmente es comprado por Eugenio de Mena Benavides en 1756. En los Estados de Robledo se incluían, además de Robledo, Santa María de la Alameda y sus anejos, Fresnedillas y Zarzalejo, tras perder El Escorial y anejos. Incluían también territorios adyacentes, con más de 15.000 ha de superficie total. La villa mantuvo un pleito con Segovia en 1663, sobre su jurisdicción, Señorío y vasallaje. En 1711, y con el consentimiento del citado duque de Canzano, también marqués de Robledo de Chavela, Felipe V exime a Zarzalejo, que en esta fecha tenía 108 vecinos, de la jurisdicción de la villa de Robledo de Chavela, pero siempre dentro de los Estados del citado marqués, a partir de un pago a la corona de 810 000 maravedíes (por dicho privilegio de villazgo, que no entró en vigor hasta 1715). Algo más tarde, en 1740, Fresnedillas obtiene el villazgo. 
En 1760, dicho señorío salió a concurso con todas sus propiedades, procediéndose a su venta; en contra de ella, interpusieron una demanda de tanteo las villas vinculadas al marquesado, que eran Robledo de Chavela, Santa María de la Alameda, Zarzalejo, Peralejo y Fresnedillas, por lo que fueron todas separadas a petición del comprador, volviendo a su mano este territorio dividido con las villas. En 1769, terminado el pleito, consiguieron pasar de nuevo a poder real.
La economía de Robledo en el siglo XVII continuaba basada en la actividad ganadera y forestal, lo que permitió un aumento de la población; pero la situación creada por las malas cosechas de cereales entre 1630 y 1659 en todo el concejo segoviano se vio agravada en el término debido a la existencia de una agricultura muy pobre, aunque se siguieron explotando las viñas. Se realizaron unos tímidos intentos de diversificación de la producción, como la explotación minera a través de la concesión en 1627 al vecino Ruiz-Frías de una cédula para administrar unas minas existentes al sur de la villa de Robledo, en el cerro de la Oliva, con veta de cobre, oro y otros metales.

### La venta de Robledo a la familia italiana de los Strata
En el siglo XVII, se suceden importantes acontecimientos para la villa de Robledo. El más importante es la venta del Estado y País de Robledo de Chavela al joven, de unos veinte años, José Strata, de origen italiano, hijo del genovés Carlos Strata y de su mujer Agustina Spínola y Eraso, natural de Madrid, venta que se realizó el uno de abril de 1640 y en la que se incluían todas las aldeas y anejos de Robledo: 
Tales fueron Santa María de la Alameda (parroquia), Las Herrerías de Arriba y Abajo (de El Escorial), Navalespino, La Aceña, La Cereda, Robledondo, La Hoya, El Alaminejo, La Paradilla y la mitad de La Lastra, la otra mitad de Peralejo (parroquia), la mitad de Los Degollados y la otra mitad de Navalagamella, La Rozuela y Navahonda con Fresnedillas (parroquia). 
Se incluye en la compra la dehesa de Navalquejigo (actualmente perteneciente a El Escorial). Se hipoteca la dehesa de Fuentelámparas, que es del concejo de Robledo y contiene abundante monte de roble y ocupa una legua y media del término. 
La venta se hizo ante el escribano Antonio de Pedraza, miembro de una familia importante en Robledo, realizándola por parte de este lugar un descendiente de los marqueses de Moya, que tan desagradable recuerdo dejaron en Segovia, Fernando de Cabrera de Córdoba, vecino de Robledo y alcalde ordinario de la villa en virtud del poder que le otorgó el citado lugar y sus anejos para esta venta.
José Strata instituyó un patronazgo en la capilla mayor bajo el titular de la Asunción de la Virgen en Robledo, con la obligación de reparar siempre los deterioros de la capilla citada. La capellanía había de tener siete sacerdotes con el título de capellanes. Empezó a regir esta fundación el 1 de enero de 1645.
Ordenó que el día de fiesta de la Virgen de Navahonda se hiciera una procesión cada año hasta el lugar de la ermita de Nuestra Señora de Navahonda, situada al pie del risco de la Almenara, en cuya ermita se celebraban los oficios religiosos. Tendrían también derecho los patronos de ser enterrados en la bóveda.

### El casco urbano de la Villa de Robledo en elsigloXVII

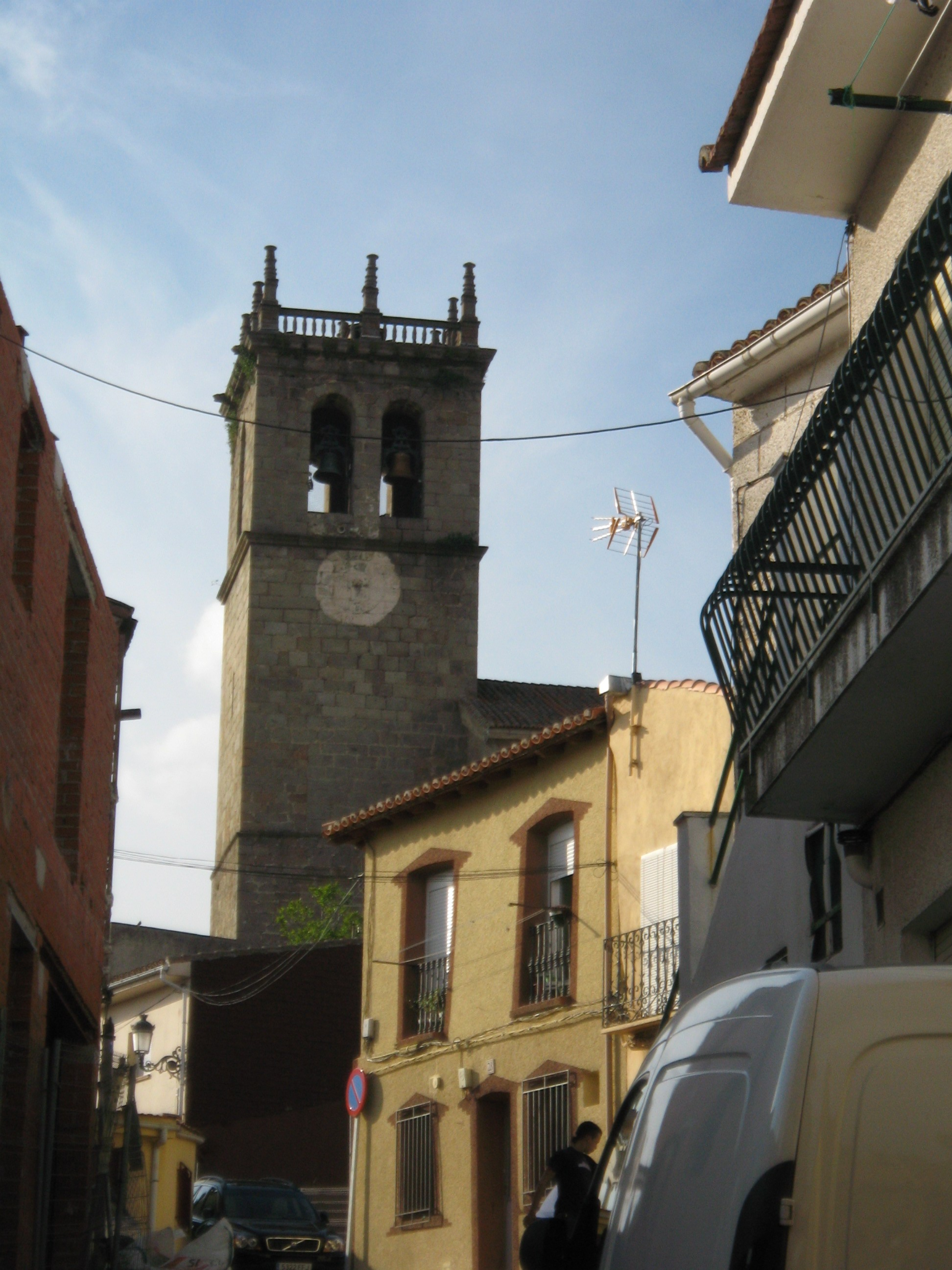
Torre de la iglesia de la Asunción, desde una de sus típicas calles.

Del siglo XVII, se conserva parte del trazado, como la casa con escudo de la calle Alonso Martínez y, en especial, un importante número de viviendas rurales de una planta con una clara tipología serrana, sobre parcelas muy estrechas y sin patios (a excepción de los ejemplos perimetrales), situadas en la parte oeste de la vía principal, dentro del núcleo medieval, en ladera. Se construyeron con mampostería de piedra, estructura de cubierta de madera, generalmente a un agua, con teja árabe y pequeños huecos. En estas fechas comienzan a surgir, al otro lado de la calle, unas viviendas de mayor tamaño, principalmente de dos plantas, con corrales posteriores, de materiales similares, pero con fachadas escaladas, huecos ordenados y cubiertas a dos aguas, que se alinean en manzanas regulares de gran tamaño delimitadas por calles amplias y de directriz recta. 
Estas amplias viviendas se acompañaban de corrales y de todo tipo de construcciones agropecuarias. Las fachadas traseras de estos corrales tenían una función de servicio, como se puede ver en la calle de Traspalacio, cuyo trazado cierra un casco almendrado que hace pensar en una posible cerca o tapia, pero que parece ser más un posible camino rural de acceso a estas fincas.

#### La Casa de la Cadena, Palacio de alojamiento Real
El nombre de Traspalacio alude a la existencia de la Casa de las Cadenas, propiedad de gran tamaño e importante fábrica de los Bernaldo de Quirós, que se encuentra hoy prácticamente destruida y donde se alojaron Carlos I, Felipe V, Carlos III, Carlos IV y Fernando VI.

### Robledo en elsigloXVIII, el desarrollo urbano
Robledo de Chavela permanecía en el siglo XVIII como Señorío de la duquesa de Canzano, que tenía enajenadas de la Corona el señorío y las alcabalas, y pertenecía a la intendencia de Segovia, dentro del Sexmo de Casarrubios.
Constituía Robledo de Chavela el núcleo de población principal en la ladera este de la sierra, entre El Escorial y San Martín de Valdeiglesias, más por el tamaño del término de su población que por su variedad productiva, pues, según el Catastro de Ensenada, además del aprovechamiento agrícola (huertos de regadío, secano, prados, viñas y frutales) se beneficiaba del esquilmo de los montes y dehesas, colmenas, ganaderías y dos molinos harineros, pero no se citaban establecimientos industriales de otra índole. 
La riqueza alcanzada por Robledo se refleja en el número de empleados y en los distintos oficios recogidos en el Catastro de Ensenada, como médico, dos cirujanos, cillero, maestro de primeras letras, tablajero, un tejedor de lienzos, dos alfareros, dos fabricantes de carbón y un herrador, así como ocho religiosos; este importante grado de especialización en muchas actividades, se puede encontrar en la edificación, donde sin desaparecer, por supuesto, la autoconstrucción, podemos ver a dos canteros, un carpintero, un albañil y dos herreros, dato que revela la existencia de una arquitectura más elaborada y necesitada de estos oficios, como se manifiesta en la calidad de las viviendas urbanas y casonas de Robledo, así como en los diversos edificios religiosos y públicos.
A mediados del siglo XVIII se edificaron la ermita de Nuestra Señora de la Antigua, en el camino de El Escorial y a unos 800 metros del Ayuntamiento, así como un Vía Crucis en dirección a las Navas del Rey, del año 1770; en la iglesia parroquial se realizaron en estas fechas las puertas y el cancel de la portada del lado de la Epístola, y se incorporaron nuevas pinturas y esculturas.
El desarrollo urbano de Robledo en el siglo XVIII se manifestó en la mayor densificación de las manzanas regulares situadas al este de la vía principal, que permitía la consolidación de la calle Traspalacio (donde se construyó una ermita, la Ermita de la Concepción, de la que no quedan más datos) y debió de comenzar a originarse el arrabal de Pajares y cuadras al sureste de la población, llamado del Palomar, cercano al Vía Crucis; entre el núcleo antiguo y este nuevo asentamiento agropecuario, surgido probablemente por el aumento de la actividad ganadera (que implicaba una necesidad de espacio) y el alejamiento de los animales de las viviendas (como sucede en otras poblaciones de la misma época), se encontraban huertas y alguna edificación, sobre una suave vaguada que los separaba.
El centro de la población seguía constituido por el conjunto de las plazas de Piedita y de España, donde se ubicaban el Ayuntamiento, las fuentes y el arca del agua; es en esta época donde se debió de alcanzar una imagen cercana a la actual, con arquitectura residencial de calidad, de fachadas ordenadas y alineadas, que confieren al espacio una fuerte impronta urbana.

### Robledo en elsigloXIX, el desarrollo económico

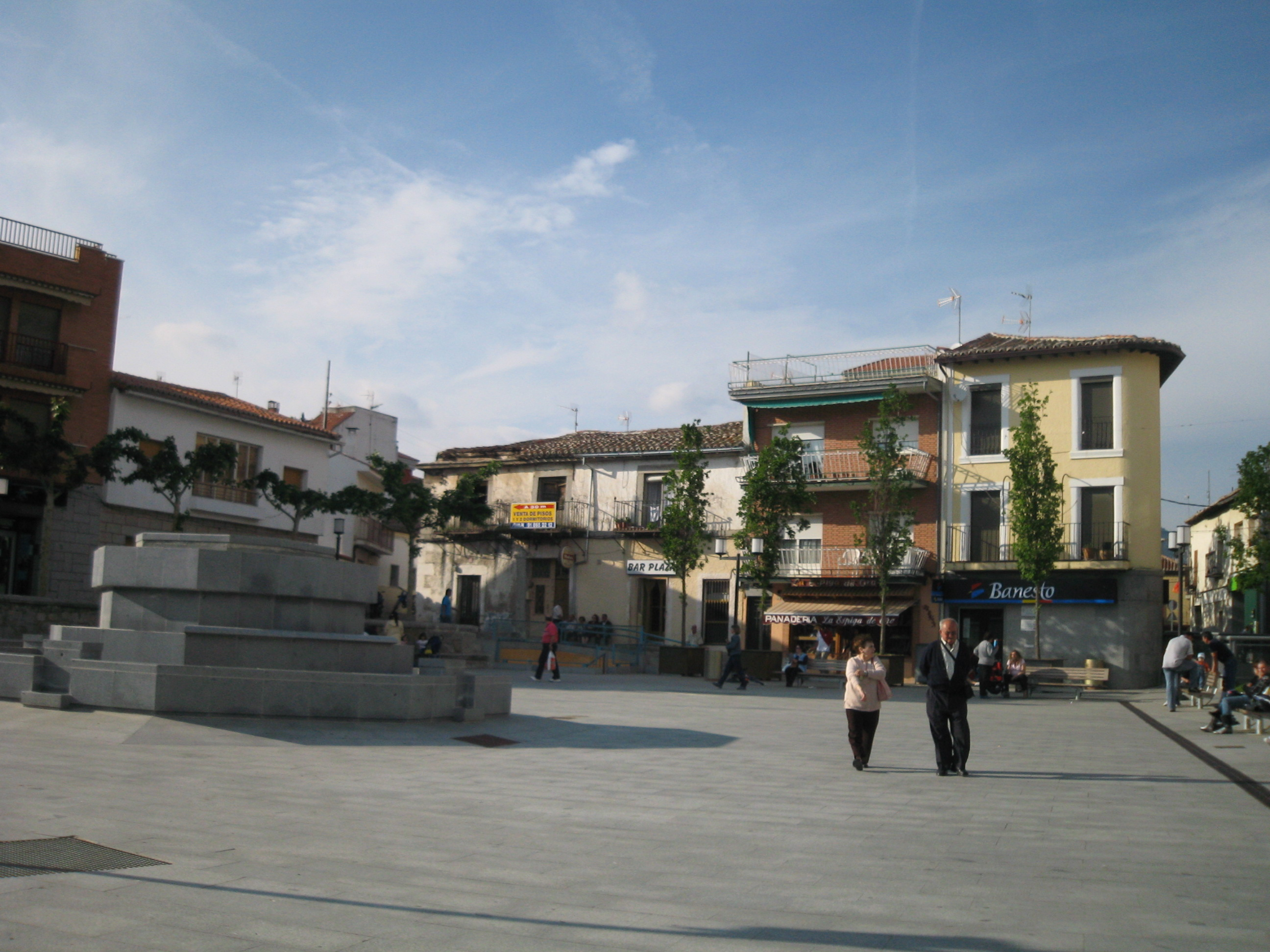
Vista norte de la plaza de España.

El primer dato sobre Robledo de Chavela en el siglo XIX, al igual que en el siglo anterior, es que sufre una importante variación en su población, que es el reflejo del hecho de incluirse en el recuento o no de las villas de dicho señorío. Así, en 1826, Robledo de Chavela tenía 297 vecinos y 1.166 habitantes, por lo que habría crecido en casi cuatro décadas un 57 %. Teniendo en cuenta la Guerra de la Independencia, esta variación parece excesiva, como sucederá en el dato ofrecido en 1831, de 198 vecinos, un tercio menos que cinco años antes. La cifra ofrecida por Madoz es la primera donde aparece Robledo de Chavela con su territorio actual, y es de 265 vecinos y 1075 almas. Como en el resto del país, la población crece durante el siglo XIX, y a finales del mismo, en 1889, se alcanzaba la cantidad de 355 vecinos y 1433 habitantes, más de un tercio superior a la población de mediados de la centuria.
La localidad aparece descrita en el decimotercer volumen del Diccionario geográfico-estadístico-histórico de España y sus posesiones de Ultramar de Pascual Madoz de la siguiente manera:

ROBLEDO DE CHAVELA: v. con ayunt. de la prov. y aud. terr. de Madrid (9 leg.), part. jud. de San Martin de Valdeiglesias (5), c. g. de Castilla la Nueva, dióc. de Toledo (14). sit. en un penueño valle; la combaten todos los vientos, en particular el N.; el clima es frío, y dejando de reinar el viento N., templado, y sus enfermedades mas comunes catarros, reumatismos y otras de esta clase. Tiene 250 casas con la de ayunt. y cárcel; escuela de instruccion primaria común á ambos sexos, dotada con 2.500 rs., pagados de propios; una fuente con tres caños, de buenas aguas, y una igl. parr. (Sta. Maria de la Asuncion) con curato de entrada y provision ordinaria; en los afueras de la pobl. se encuentran tres ermitas, Ntra. Sra. de la Concepcion, Ntra. Sra. de la Antigua y Ntra. Sra. de Navahonda esta última, que es la patrona del pueblo, está sit. 1 leg.; al S. de él en un punto sumamente agradable y pintoresco, y al pie del gran cerro de la Almenara; el cementerio no perjudica á la salud pública. Confina el térm. N. Sta. Maria de la Alameda; E. Zarzalejo y Valdemorillo; S. Colmenar del Arrovo, y O. Valdemaqueda: se estiende 2 leg. de N. a S., é igual dist. de de E. á O., y comprende al lado O. del pueblo un monte titulado Monte Agudillo, en el que se crian pinos, chaparros, jaras, madroñeras y enebros: dos deh., una de los propios llamada de Fonteanguila, de 400 fan. de cabida, y la otra de particulares, con igual cabida, titulada Rosuela; muchas huertas y bastantes prados naturales con buenos pastos; le atraviesa el r. Cofio y un arroyo con el nombre de Valsequillo, cuyas aguas aumentan el caudal del anterior. El terreno es de mediana calidad. caminos: los que dirigen á los pueblos limítrofes, en mal estado: el correo se recibe en la estafeta del Escorial por balijero. prod.: trigo, centeno, cebada, avena, algarrobas, garbanzos, patatas y toda clase de hortalizas; mantiene ganado lanar, vacuno, cabrio y de cerda; cria caza de liebres, conejos, perdices, algun ciervo y corzos, y pesca de barbos, bogas, anguilas y truchas. ind.: la agrícola, 3 molinos harineros y carboneo. el comercio está reducido á la esportacion de hortalizas, centeno, carbon y maderas, é importacion de vino, aguardiente, frutas y trigo; hay dos tiendas de comestibles y algunas telas y pañuelos. pobl.: 265 vec., 1075 alm. cap. prod.: 2.040,113 rs. imp.: 93,113. contr.: 9'65 por 100.
(Madoz, 1849, pp. 524-525)

La economía de Robledo mantiene, en los primeros años del siglo XIX, una preponderancia de la ganadería, a pesar del comienzo de la caída de la lana, por lo que permanecen los prados para pastos y un importante número de cabezas de cabaña ovina, caprina y bovina, seguidas de cerca por las cabañas mular, equina y asnal. En 1889 sumaban las dos primeras ganaderías casi 3000 animales, 300 de vacuno, 50 de cerda y 332 animales de carga. La agricultura estaba poco desarrollada, pero, ya en 1826, destacaban los cultivos de cereal.
Cabe destacar, sin embargo, el gran desarrollo forestal, y la producción de carbón y maderas, que se exportaban ya a mediados de siglo; casi el 25 % de la superficie estaba ocupada en 1873 y 1898 por montes catalogados, sobre todo pino negral y piñonero, con lo que Robledo constituye, según los ingenieros de montes de la época, una de las tres zonas de riqueza forestal de la provincia de Madrid.

### La llegada del tren, el desarrollo comercial y la emancipación de Segovia

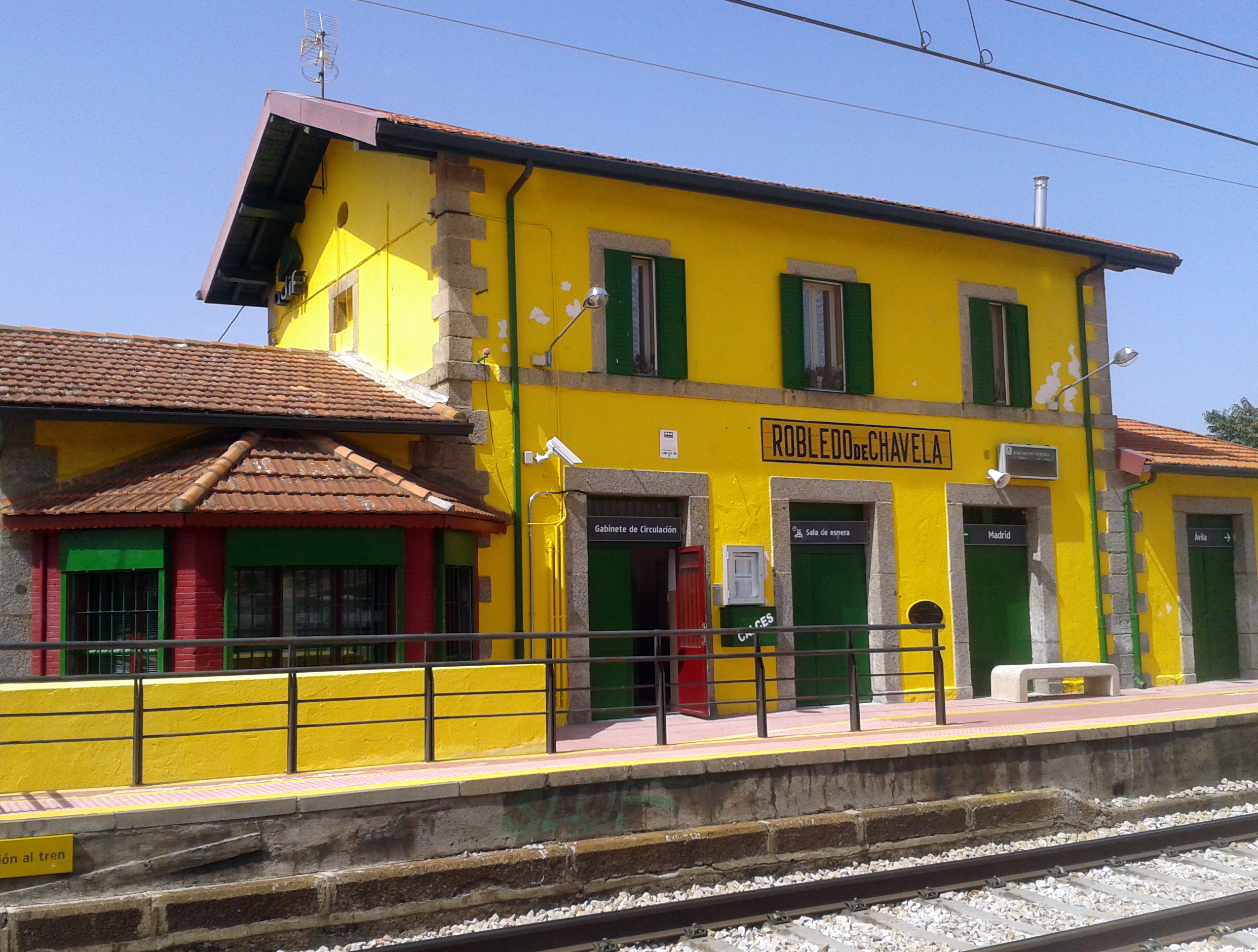
Estación de Robledo de Chavela.

El hecho más destacado para este siglo, que es vital para su desarrollo económico, y el de toda la zona noroeste de Madrid, fue el establecimiento de la línea férrea Madrid-Irún, cuyo tramo El Escorial-Ávila fue inaugurado en 1863 por la Compañía de Ferrocarriles del Norte, proveyendo a Robledo de Chavela de estación, localizada a 3 km al norte del casco urbano, que propició el nacimiento de una colonia de veraneo llamada Colonia de la Estación. Hasta este momento, las comunicaciones de la villa eran dificultosas, pues la red de caminos era de ínfima calidad. 
La actividad comercial se centraba en la explotación de productos agrícolas y forestales, pero ya a finales de siglo se vendían también al exterior leche y carnes, intercambio propiciado por las nuevas industrias y el establecimiento del ferrocarril; en estos años, además, se elaboraban jabones y conservas de carnes y frutos, pan vino y aceite. Estas producciones existían ya prácticamente en 1849, fecha en la que se contabilizaban, además tres molinos harineros. En el pueblo funcionaban dos tiendas de comestibles y algunas de telas y, ya en 1889, farmacia. 
El incipiente desarrollo de la colonia veraniega en las cercanías de la estación y la posibilidad de trasportar los productos, añadido al hecho de constituir históricamente Robledo de Chavela la cabeza de todo el Señorío, nos permite hablar de una diversificación, aunque mínima, de la actividad económica y social; esta relativa riqueza se manifiesta en el mantenimiento de dos escuelas públicas elementales y una de adultos a finales de siglo (a mediados sólo existía una común de instrucción primaria), así como cárcel municipal, cuartel de la Guardia Civil con seis números y un cabo, tres posadas y un veterinario. Este desarrollo primario provoca un interés urbanístico que se cristaliza en las plantaciones de árboles en las calles, paseos y veredas (en 1889) y la fuente con tres caños, de mediados de siglo, aunque los caminos permanecían aún en muy mal estado.
Robledo perteneció a Segovia hasta 1833, fecha en la que pasa a formar parte de la provincia de Madrid, dentro del partido judicial de San Martín de Valdeiglesias, que hasta 1888 incluía demás a Santa María de la Alameda, Valdemaqueda y Zarzalejo; en este año se traslada la jurisdicción al nuevo partido judicial de San Lorenzo de El Escorial; la Comunidad de Ciudad y Tierra de Segovia desaparece en 1837, pero mantiene diversas propiedades en sus antiguos territorios.

### SigloXX
En el municipio se instaló la estación espacial de Robledo de Chavela, desde la cual se monitorizó parte de la misión del Apolo 11 y pertenece a la Red Espacio Profundo. Este complejo fue inaugurado en 1964 por el entonces príncipe de España, Juan Carlos I, y estrenó sus funciones (con una antena inicial de 26 m) en julio de 1965 con la misión Mariner 4. Esta instalación también es conocida como "Estación de Seguimiento y Adquisición de Datos de la NASA". 

## Demografía
Cuenta con una población de 4725 habitantes (INE 2024).
| Gráfica de evolución demográfica de Robledo de Chavela entre 1842 y 2021                                              |
| |
| Población de derecho según los censos de población del INE. Población de hecho según los censos de población del INE. |

En verano, la población del municipio llega a sobrepasar los 12 000 habitantes,[cita requerida] debido a la gran cantidad de viviendas de la localidad utilizadas como segunda residencia por muchos madrileños durante los períodos vacacionales y fines de semana.

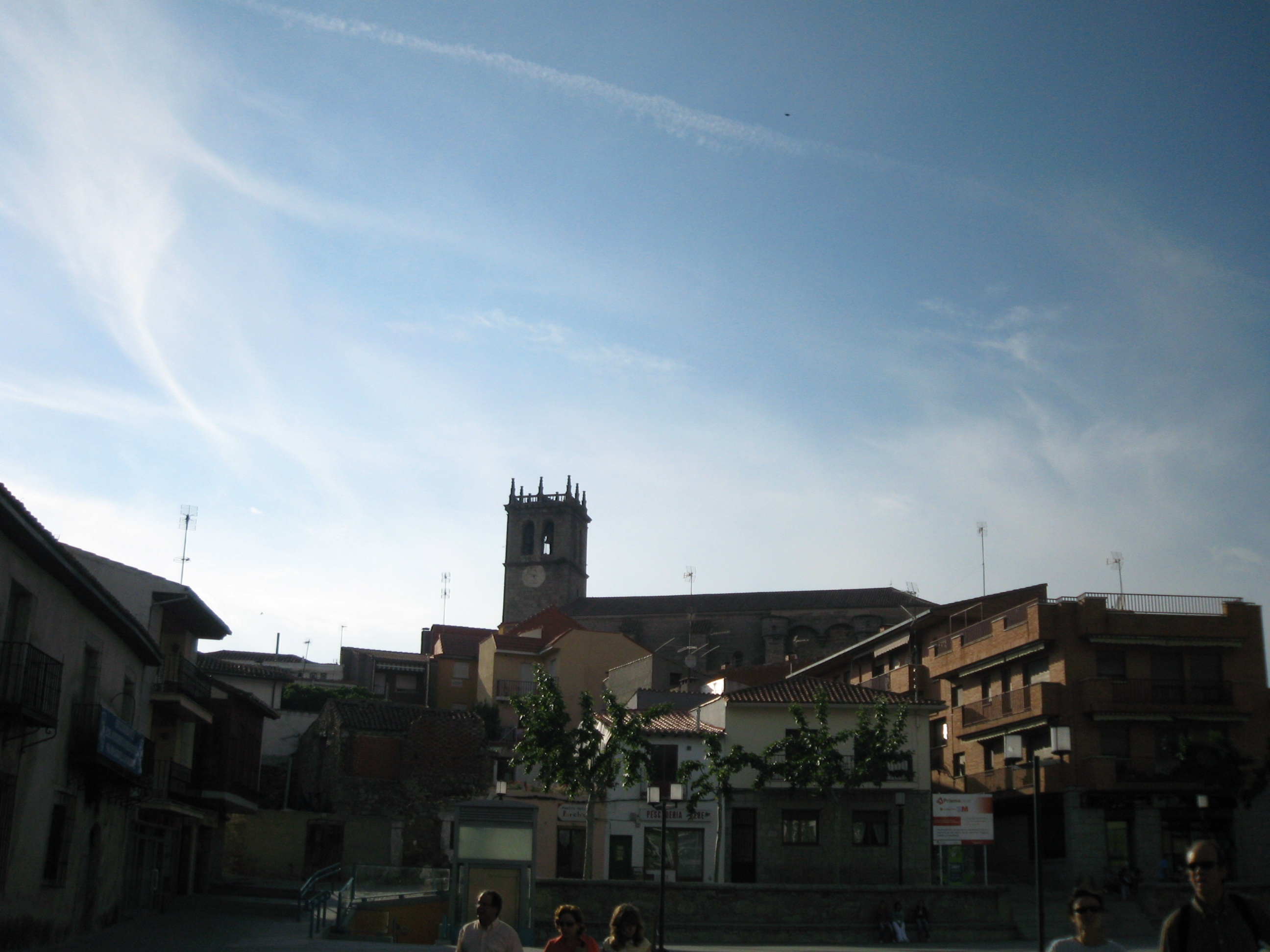
Vista del pueblo al atardecer

Durante los últimos decenios se han incrementado las urbanizaciones, tanto en el núcleo (plaza de la Aurora, Las Aloberas, El Jardín, La Antigua, Canopus, Cerrillo del Carmen, Chavela Club, Huerta de Arriba, Los Prados, Primer Atajo), como en la Estación (Río Cofio y La Suiza Española).

## Núcleos de población
La Urbanización Río Cofio está declarada como Entidad Urbanística Colaboradora de Conservación en la Comunidad de Madrid.
Además del casco urbano, existe un núcleo de población al norte del mismo, llamado La Estación, (donde, como su nombre indica, está situada la estación de FC) y un caserío, denominado Dehesa de la Sierra, así como antiguos núcleos de población hoy despoblados (Navahonda, Los Degollados, Fuentelámparas y La Carbonera).
El municipio pertenece al Consorcio Sierra Oeste y depende del partido judicial de San Lorenzo de El Escorial.

### La Estación
Separada del núcleo urbano (a unos 3 km de él), se encuentra la estación de ferrocarril de Robledo de Chavela, formada, aproximadamente, por una decena de edificios (vestíbulo de viajeros, muelle de carga y algunas viviendas). Actualmente funciona sólo como apeadero.
La construcción de la línea de ferrocarril Madrid-Irún y de la estación se remonta a 1863 y, tras su construcción, se desarrolló la Colonia de la Estación como lugar de veraneo.
Cerca de ella se encuentra la urbanización de chalets Río Cofio.
Parte del trazado de la vía de la línea de ferrocarril atraviesa una finca de caza y recreo que en su día fue propiedad de los Primo de Rivera. En el proyecto, dicha familia permitió la construcción de la vía en sus terrenos, pero con la condición de que los vecinos del pueblo no pagasen el kilometraje del tramo que transcurría por la misma, privilegio que aún permanece hoy.

## Comunicaciones

### Acceso a Robledo
Existen diversas posibilidades de acceso a Robledo de Chavela:
- Por la carretera A-6, en dirección a Villalba, se toma la salida que indica Las Rozas de Madrid- El Escorial, y se llega hasta El Escorial, donde se tomará la M-512, pasando por el Puerto de la Cruz Verde hasta llegar a Robledo de Chavela.
- También, por la A-6, en dirección a Villalba, se puede tomar la salida de Guadarrama y, desde allí, la M-600 que lleva hasta El Escorial pasando por El Valle de los Caídos. Desde allí se efectuará el recorrido mencionado en el apartado anterior.
- Desde Pozuelo, Majadahonda o aledaños, es recomendable el acceso a Robledo pasando previamente por Valdemorillo, Navalagamella  y Fresnedillas de la Oliva.
- Por la C-501 (Carretera de los Pantanos), pasado Navas del Rey, se toma la desviación que indica El Escorial-Robledo de Chavela, M-512, siendo Robledo la primera localidad que se encuentra.

### Transporte público
En Robledo de Chavela prestan servicio cuatro líneas de autobús, enlazando con Madrid una de ellas, teniendo la cabecera en el Intercambiador de Moncloa, mientras que otra es nocturna. Están las cuatro operadas por ALSA y son:
| Línea | Recorrido                                                      |
| ----- | -------------------------------------------------------------- |
| 640   | San Lorenzo de El Escorial - Robledo de Chavela - Valdemaqueda |
| 640A  | Robledo de Chavela (Estación FFCC) - Robledo de Chavela        |
| 645   | Madrid (Moncloa) – Robledo de Chavela - Cebreros               |
| N604  | El Escorial – Robledo de Chavela - Valdemaqueda                |

### Ferrocarril
El municipio también cuenta con la estación de tren de Robledo de Chavela, a la que prestan servicio una línea de media distancia y una de Cercanías. 
- MD: Madrid-Chamartín - Vitoria/Irún
- Línea C-8a: Guadalajara-Atocha-Recoletos-Chamartín-El Escorial-Santa María de la Alameda

### Red de carreteras que pasan por Robledo
- La M-512, que une el puerto de la Cruz Verde con la M-501 (Carretera de los Pantanos), pasa por el casco urbano, recorriendo el pueblo de norte a sur.
- Hacia el oeste, la M-537 sale del casco urbano de Robledo hacia el límite de la provincia, pasando por Valdemaqueda.
- Hacia el este, la M-521, une Robledo con Villanueva de la Cañada, pasando por Fresnedillas, Navalagamella y Quijorna.
- Al sudeste, por la M-512, se toma la M-531 hasta Colmenar del Arroyo.
- La carretera M-539, que sale de la M-512 hacia el límite de la provincia, en dirección a Cebreros.

## Administración y política

### Corporación municipal
Resultado de las elecciones municipales de 2007 en Robledo de Chavela
- Total votantes: 1977 (75,31 % del censo).
- Abstención: 648 (24,69 % del censo).
- Votos nulos: 22 (1,11 % del censo).
- Votos en blanco: 47 (2,38 % del censo).
- Concejales a elegir:  11
- Resultados de las elecciones:

| Partido | N.º Concejales | Votos | Porcentaje |
| ------- | -------------- | ----- | ---------- |
| PP      | 8              | 1280  | 65,47%     |
| PSOE    | 3              | 538   | 27,52%     |
| IUCM    | 0              | 90    | 4,60%      |

Equipo de Gobierno municipal tras las elecciones de 2007
- Alcalde-Presidente: Mario Anselmo De la Fuente Estévez (PP).
- Primer Teniente de Alcalde - Concejal de Hacienda y Desarrollo Local: Fernando Casado Quijada (PP)
- Segundo Teniente de Alcalde - Concejal de Obras, Servicios y Urbanismo: José Luis Silva Ventero (PP)
- Concejal de Juventud, Deportes y Festejos: Félix Sánchez Pascual (PP).
- Concejal de Sanidad, Servicios Sociales, Mujer y Tercera Edad: María Concepción Herranz Moreno (PP).
- Concejal de Recursos Humanos, Urbanizaciones y Atención al Ciudadano: Ángel Madrid Castro (PP).
- Concejal de Educación, Cultura y Protocolo: Melissa Valero Alberquilla (PP).
- Adjunto de Seguridad, Protección Civil y Medio Ambiente: Manuel Carlos Gómez Cerezo (PP).

## Infraestructuras, servicios públicos y establecimientos de ocio

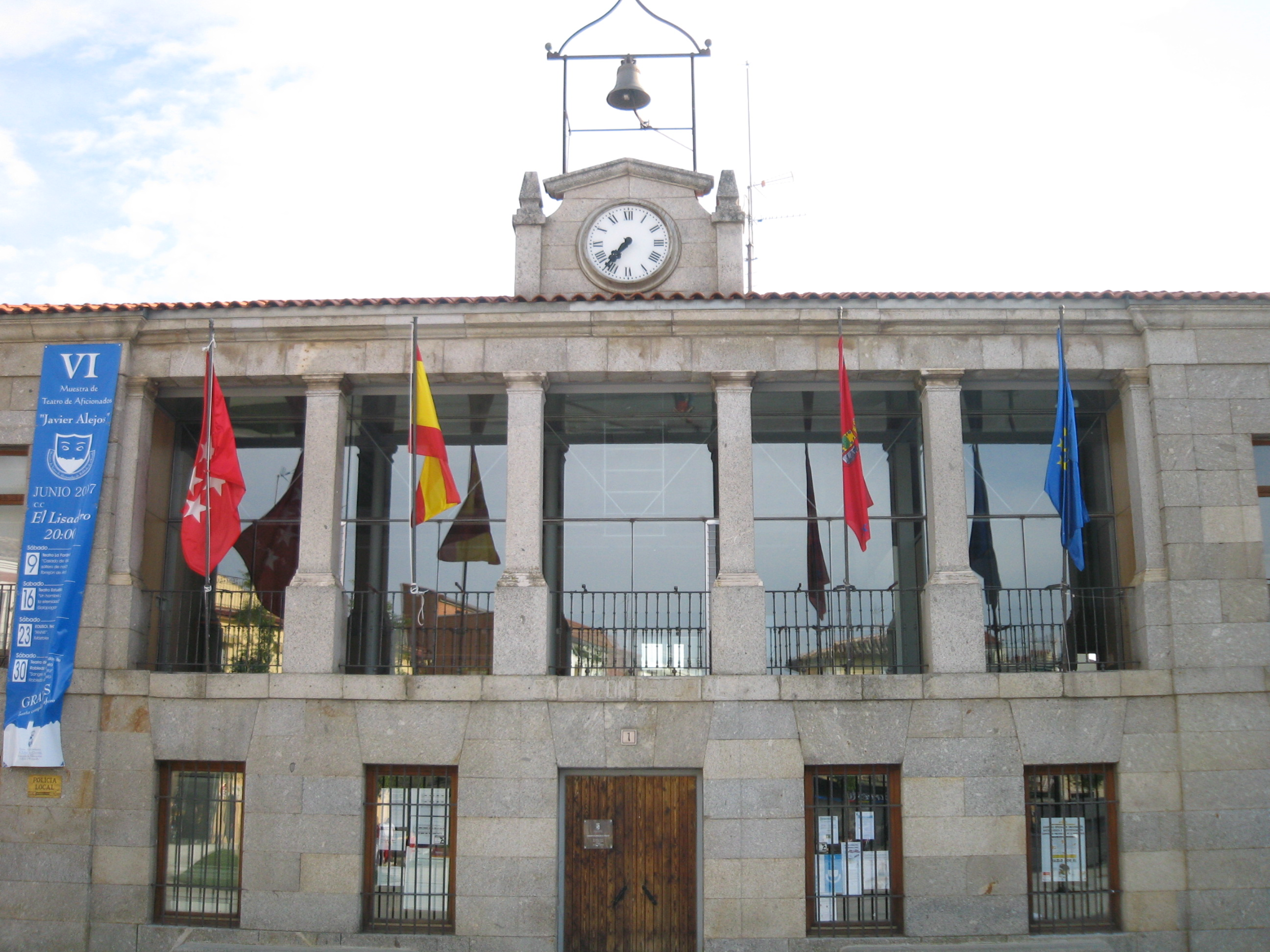
Fachada del Ayuntamiento.

El municipio goza de las siguientes infraestructuras y servicios:
- Centro urbano peatonalizado. El entorno de la plaza de España y aledaños ha sido completamente remodelado y peatonalizado
- Aparcamiento público subterráneo vigilado
- Gasolinera en el casco urbano
- Estación de ferrocarril
- Servicio de autocares, con conexiones a la estación de FC, Madrid, San Lorenzo de El Escorial y pueblos aledaños.
- Helipuerto
- Ambulatorio de la Seguridad Social con ambulancias municipales.
- Parque municipal
- Paseo de la Huerta Medina (un amplio paseo de más de 500 m de longitud)
- Campo de fútbol municipal , sede del Robledo CF.
- Piscina municipal al aire libre
- Polideportivo las Eras del Cristo (en construcción).[18] Este polideportivo estará dotado de los siguientes elementos:
  - Dos piscinas cubiertas: una destinada a la práctica del deporte y a la celebración de competiciones (de 25 × 12,5 m) y otra dedicada a la enseñanza (de 12,5 × 7,25 m)
  - Frontón cubierto
  - Pistas de paddle
  - Spa
  - Salas de relax y de masaje
  - Saunas
  - Duchas
  - Vestuarios masculino y femenino
  - Aseos
  - Cafetería-almacén
- Pistas municipales de tenis
- Centro cultural y deportivo El Lisadero, dotado de los siguientes elementos:
  - Biblioteca pública Antoniorrobles (con puestos de internet)
  - Teatro/sala de conferencias
  - Telecentro
  - Aulas-taller
  - Gimnasio
  - Sala de exposiciones
  - Pista polideportiva multiusos (baloncesto, fútbol sala, balonmano...) con graderíos
  - En este centro se realizan numerosas actividades tanto culturales como deportivas
- Escuela municipal de música y danza. Esta escuela ha creado diversas agrupaciones musicales: la banda municipal, la Coral Polifónica de Adultos, el Grupo de Flautas Traveseras y el Grupo de Combos
- Escuelas municipales deportivas:
  - Escuela municipal deportiva de Mountain Bike
  - Escuela municipal deportiva de fútbol sala
  - Escuela municipal deportiva de baloncesto
  - Escuela de fútbol de la Fundación Real Madrid
- Agencia de Desarrollo Local
- Colegios públicos de educación infantil, primaria y secundaria (actualmente se está construyendo un centro integrado de infantil, primaria y secundaria, con capacidad para 810 alumnos).[19]
- Servicios sociales: Robledo de Chavela forma parte de la mancomunidad de servicios sociales Sierra Oeste, mediante la cual se gestiona la prestación de servicios sociales a 10 municipios de la zona, con programas dirigidos a la familia, las mujeres, las personas mayores, los menores, discapacitados, inmigrantes, minorías étnicas o a personas en situación de exclusión social
- Tres farmacias (dos en el casco urbano y una en la Estación).
- Servicio permanente de bomberos (dependiente de la Diputación Provincial de Madrid)
- Cuartelillo de la Guardia Civil
- Servicio de Correos dependiente de la Oficina de Correos de San Lorenzo de El Escorial
- Oficina Comarcal de Agentes Forestales[20] (que ofrece servicio además a los municipios de Colmenar del Arroyo, Fresnedillas de la Oliva, Navalagamella, Quijorna, Valdemaqueda y Villanueva de Perales).
- Estación meteorológica
- Repetidores de televisión, radio y telefonía móvil
- Estación de radiotelescopios de la NASA y el INTA
- Recursos energéticos: la planta de biometanización de Pinto, que trata más 140.000 t de residuos orgánicos para exportar energía a la red eléctrica, utiliza residuos procedentes de 17 municipios de la Comunidad de Madrid, entre los que se encuentra Robledo de Chavela.[21]

### Instalaciones de la NASA y el INTA

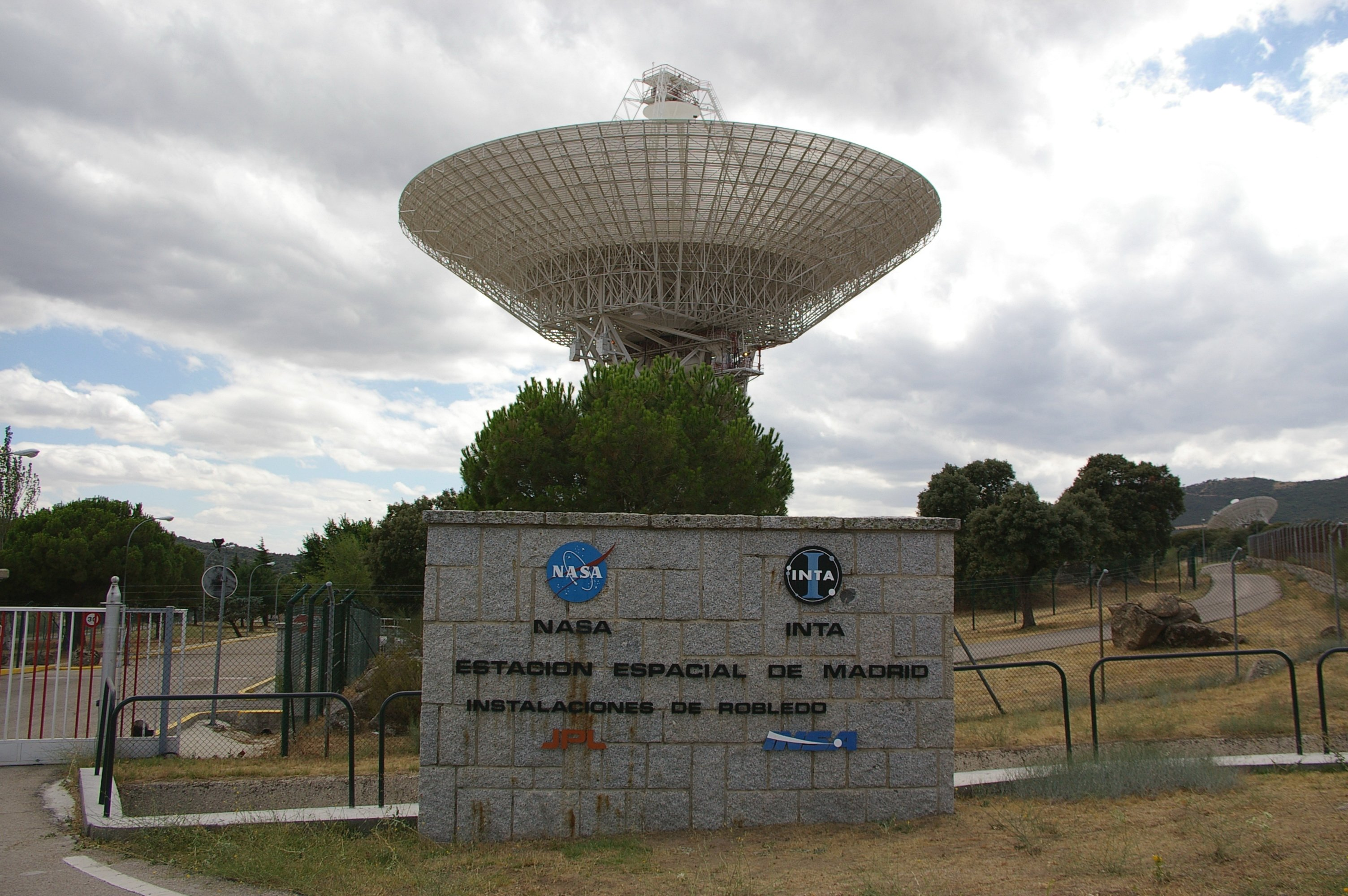
Vista del complejo de la NASA, en Robledo de Chavela, y su antena de 70 m.

En las afueras de la localidad, cercana al monte de la Almenara, se encuentra una base de seguimiento de satélites de la NASA y el INTA (Instituto Nacional de Técnica Aeroespacial Esteban Terradas), conocida como MDSCC (Madrid Deep Space Communications Complex). También es conocida como "Estación de Seguimiento y Adquisición de Datos de la NASA".
Una de las antenas de la estación (la de 34 m, apodada la Dino) sirvió de apoyo, junto al resto de antenas de la Red del Espacio Profundo, al vuelo del Apolo 11 en 1969, primera misión tripulada en llegar a la Luna, y al resto de las misiones Apolo. «Sin las vitales comunicaciones mantenidas entre el Apolo 11 y la estación madrileña (el seguimiento se realizó desde tres puntos equidistantes, Canberra (Australia), Cabo Cañaveral y Fresnedillas de la Oliva (Madrid)), nuestro aterrizaje en la Luna no habría sido posible», afirmó Neil Armstrong. Por aquel entonces, dicha antena era sólo de 24 m y se encontraba en la estación de Fresnedillas de la Oliva, hoy clausurada. Posteriormente fue trasladada a Robledo de Chavela, pieza a pieza, y fue ampliado su diámetro hasta los actuales 34 m.
Previamente, en esta estación de Fresnedillas, el 23 de agosto de 1966, se había recibido la primera fotografía de la Tierra vista desde las cercanías de la Luna.

## Urbanismo y callejero
Arquitectura rural
Las viviendas tradicionales de Robledo de Chavela se caracterizan por estar levantadas con mampostería y sillares gruesos en las esquinas, con muros de ángulos casi rectos.
Callejero
De acuerdo a los datos oficiales de la Comunidad de Madrid el último callejero oficial de Robledo de Chavela es del 31 de diciembre de 2022.

## Monumentos

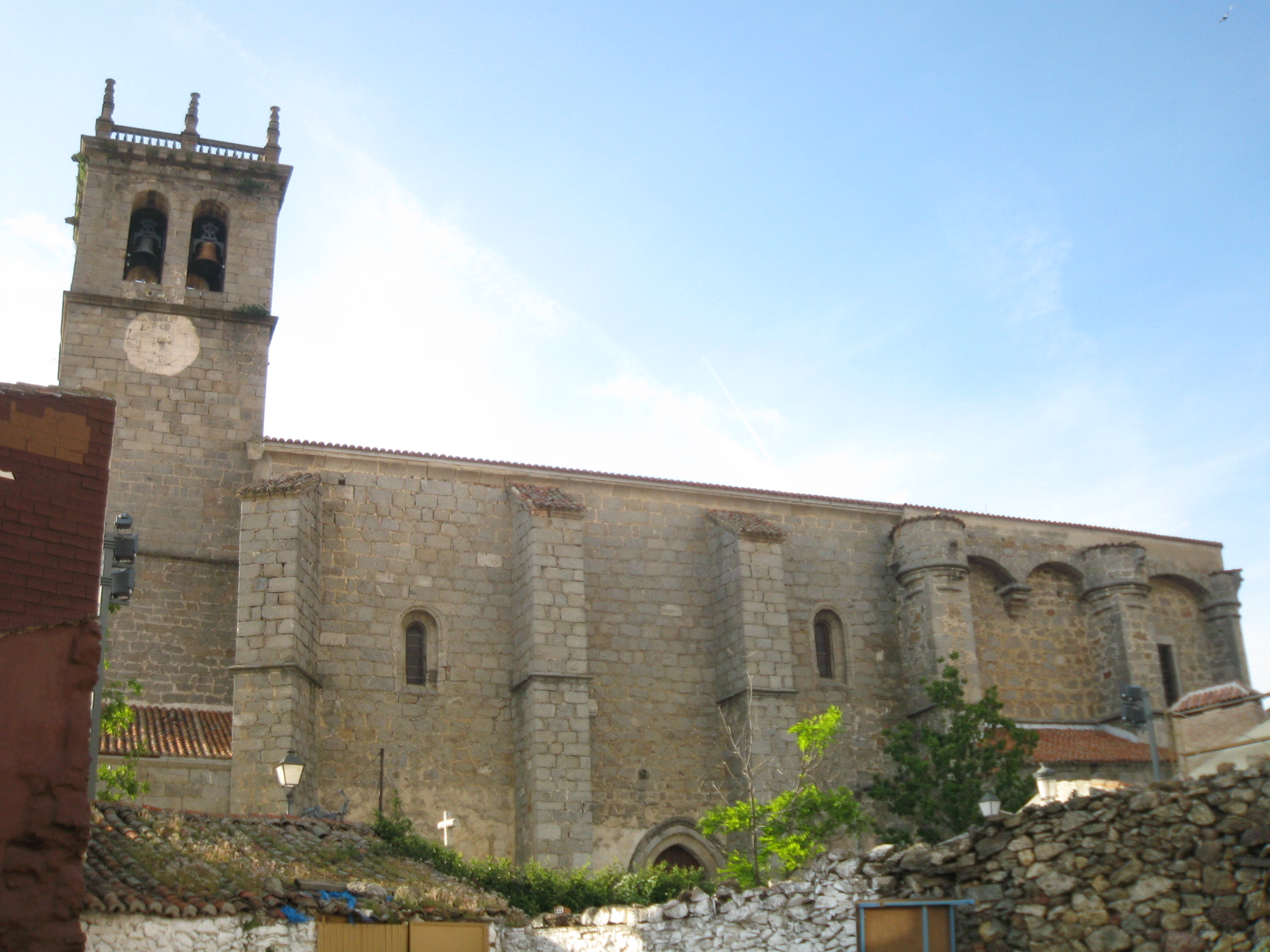
Iglesia de la Asunción de Nuestra Señora.

- La iglesia de la Asunción de Nuestra Señora, de estilo gótico (siglos XV-XVI) (declarada Bien de Interés Cultural de la Comunidad de Madrid en 1982). Es la iglesia parroquial de la localidad, dependiente, a su vez del arciprestazgo de San Lorenzo de El Escorial. En su interior podemos encontrar:
  - Retablo mayor, de estilo hispano-flamenco (siglos XV-XVI): atribuido al Maestro de Robledo de Chavela (algunas de cuyas obras pueden verse en el Museo del Prado)[cita requerida], que algunos especialistas piensan que pudo ser Antonio del Rincón y otros, Fernando del Rincón.
  - Talla de cabeza degollada sobre un plato de San Juan Bautista (siglo XVII), atribuida a Alonso Berruguete.
  - Pila bautismal gallonada (siglo XVI).
- La iglesia de Santiago Apóstol fue construida en 1948, gracias a las aportaciones económicas de los vecinos de la localidad. En 1968 sería reconstruida. Consta de un campanario, de ladrillo y piedra, junto a la puerta de entrada. Tiene una única nave, con techo de madera. Al fondo puede observarse un amplio altar, con un Cristo crucificado. A ambos lados de la nave cuelgan las imágenes del apóstol Santiago y de la Virgen María.
- Vía Crucis de piedra.
- Torreón de Fuentelámparas.
- Ermita de Nuestra Señora de Navahonda (siglos XVI-XVII).
- La ermita de Nuestra Señora del Dulce Nombre de María de la Antigua tiene un estilo arquitectónico, en una parte, es mudéjar y la puerta de la construcción es de arco apuntado. La capilla de la Ascensión tiene un altar neogótico y la ermita tiene una nave única y una bóveda de cañón. Posee dos contrafuertes en el exterior (a la altura de la unión entre nave y presbiterio). El campanario es de planta cuadrada, y, en su parte superior, se encuentra rematado por un conjunto cilíndrico cerrado por una bóveda (quizás del siglo XIX). La cubierta es a tres aguas y el presbiterio se encuentra cubierto a cuatro aguas. En su interior puede observarse en ella el sepulcro de Rodrigo Campuzano, en alabastro, y el retablo de Nuestra Señora del Carmen, de madera policromada y estilo barroco, con columnas salomónicas, y con una hornacina acristalada. Destacan también el coro y el púlpito, ambos de madera, con pilas de agua bendita del siglo XVIII.
- Ermita de San Antonio de Padua.
- Ayuntamiento (siglo XVIII): situado en la plaza de España, construido en sillería de granito y con pórtico adintelado en la primera planta. Antiguamente fue cárcel, colegio y biblioteca. En 1996 se realizó en él una restauración que lo modernizó completamente en su interior (la fachada está catalogada como Monumento Histórico Artístico).

## Lugares turísticos de interés
- El extenso pinar de Robledo (Cerro Robledillo), en la carretera que conduce a Fresnedillas de la Oliva. Más arriba, siguiendo la carretera, se encuentra El Cañito, con su agua siempre fresca.[25]
- El Camino de San Antonio.[26]
- Los restos de trincheras y búnkeres de la Guerra Civil, cerca del Risco de los Monaguillos.[27]
- El Camino a la Ermita de Navahonda.[10]
- La Cruz del Humilladero.
- El Camino de Monte Agudillo.
- El Camino de San Martín.
- Los restos árabes sobre el monte de La Almenara, desde donde los árabes encendían hogueras para avisar a Madrid de que se aproximaban tropas cristianas para atacar.
- Las instalaciones de radiotelescopios gigantes del  INTA-NASA (junto a la carretera que conduce a las Navas del Rey).
- Los embalses de San Juan y de Valmayor, interesantes para los aficionados a las actividades náuticas, están relativamente próximos al municipio.
- La Garganta del Cofio.[28]
- Los restos del antiguo castillo del Torreón de Fuentelámparas.

## Educación
En Robledo de Chavela hay una guardería pública y el colegio público de educación infantil y primaria, Nuestra Señora de Navahonda. En 2002 se inauguró el instituto de educación secundaria Sabino Fernández Campo.
Dentro de la localidad, en la estación de radioastronomía se ha puesto en funcionamiento un programa educativo en colaboración con centros de ESO y Universidad que tiene gran interés.

## Fiestas y folclore

### Fiestas de primavera
En Robledo de Chavela, en la primavera, sobresalen los siguientes festejos:
1. Día de la Merienda, celebración de la llegada de la primavera, donde se elaboran los Panecillos del día de la Merienda y se comen tortillas en el campo, preparadas por las abuelas de la localidad. Esta fiesta es una variante del tradicional Día de la Tortilla que se celebra en numerosos pueblos de España.
2. Semana Santa, con el famoso Apedreamiento del Judas (o Día del Judas), el Domingo de Resurrección, y la Procesión de la Virgen de los Dolores, el Viernes Santo.
3. Romería de la Virgen de Navahonda (cuarenta días después del Domingo de Resurrección), por el Camino de Navahonda. En ella se bailan las famosas Seguidillas y el Rondón robledanos. A lo largo del recorrido del camino de Navahonda pueden encontrarse una serie de hitos tradicionales: la Peña de los Hueverizos, la Silla del Cura, El Candíl, El Bizcocho, la Fuente de la Mariquita y El Humilladero.

#### Día de la Merienda
En Robledo de Chavela al llegar la primavera se elige un día para realizar el Día de la Merienda, celebración de la llegada de la primavera
En esta fiesta, se reúnen en el campo amigos y familiares dispuestos a compartir un día en comunidad. En la celebración, es típica la elaboración de los Panecillos del Día de la Merienda y se comen tortillas, preparadas por las abuelas de la localidad, y se acompañan con vino de la tierra.
Antiguamente las abuelas guardaban los huevos de sus gallinas durante toda la semana. Con ellos se elaboraban las tortillas; primero hacían las de los nietos y luego las de los mayores.
Una vez dispuesta la merienda, se juntan las pandillas para ir a celebrar la fiesta. Uno de los lugares preferidos por los vecinos es el Cerro de Robledillo, en las proximidades del núcleo urbano.
La celebración, en realidad no tiene consideración de fiesta local, pues, durante el día, la población acude a sus trabajos y los niños van al colegio.
Esta fiesta es una variante del tradicional Día de la Tortilla que se celebra en numerosos pueblos de España.

### Fiestas de verano

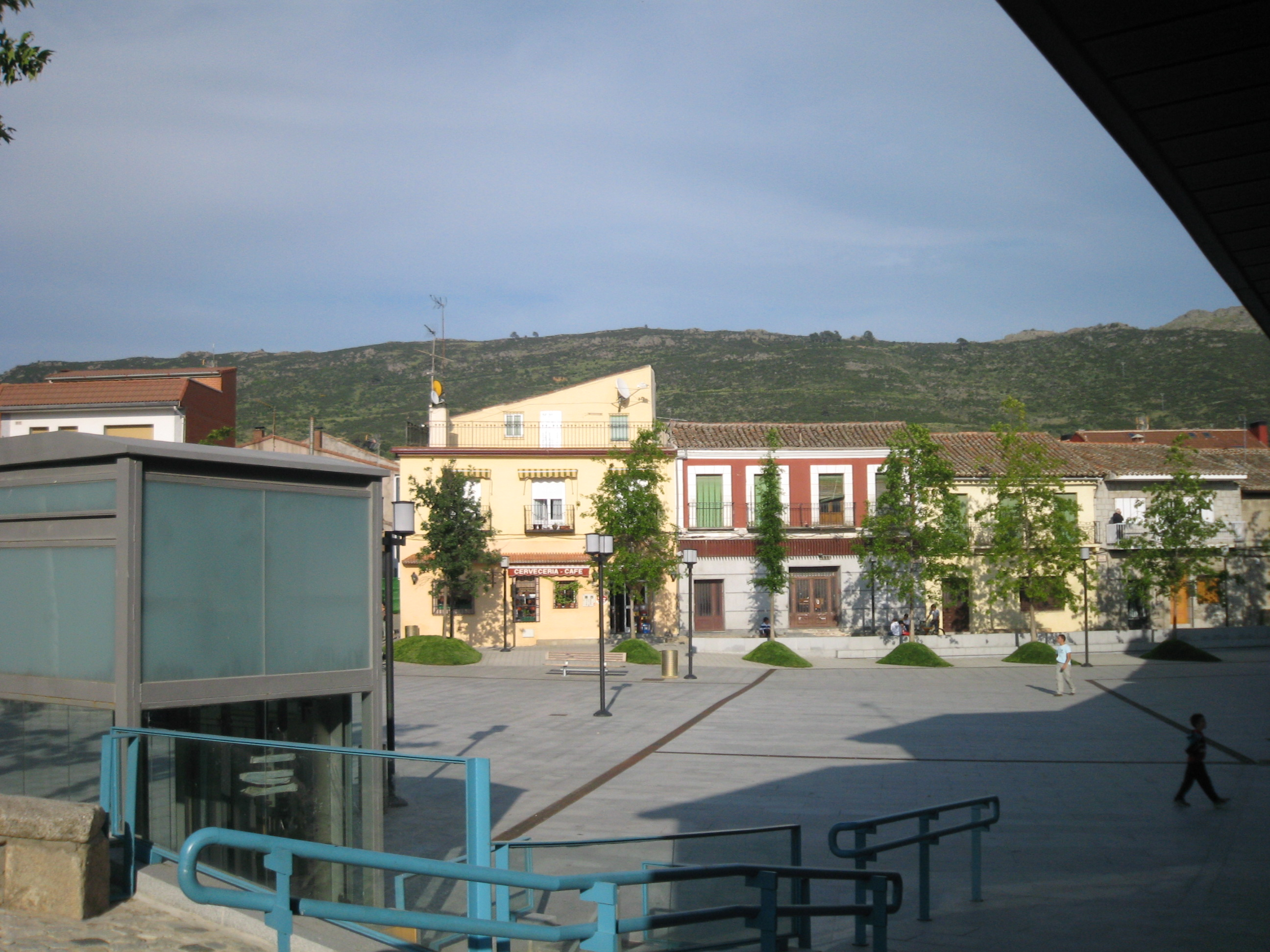
Fachada este de la plaza de España.

En verano, destacan las siguientes fiestas:
1. Corpus Christi, con la confección de altares populares y el tapizado de las calles con pétalos de rosas por los niños que han hecho la Primera Comunión.
2. Fiesta de San Antonio (desde el 13 de junio).
3. Festival de bandas (todos los fines de semana de julio). Todas las bandas invitadas, tocan al final del concierto el famoso pasodoble Ven a Robledo[31]
4. Virgen de la Antigua, el primer sábado de agosto tiene lugar el traslado de la imagen a la parroquia para celebrar el domingo su fiesta grande en el pueblo. La Virgen permanece una semana en la iglesia para después ser devuelta a su ermita.

El día 12 de septiembre se celebra una misa en la ermita con motivo de su onomástica. 
1. Mercado Medieval,[32] a mediados de agosto.
2. Fiestas patronales del Santísimo Cristo de la Agonía, a finales de agosto. En los bailes, destaca la interpretación de madrugada de las Seguidillas y el Rondón robledanos.
3. Conciertos de música clásica en la iglesia de la Asunción de Nuestra Señora (en agosto), dentro del programa Clásicos en Verano, ciclo de conciertos que se celebran en recintos históricos (castillos, iglesias, monasterios, conventos) de varios municipios de la región, organizado por el Gobierno de la Comunidad de Madrid.

#### Corpus Christi
En Robledo de Chavela, el día del Corpus Christi, los niños que han recibido la Primera comunión durante el año, vuelven a ponerse sus trajes para asistir a la Misa de Corpus; al terminar la ceremonia, se sale en procesión y, estos mismos niños, tapizan las calles con pétalos de rosas.
La procesión va recorriendo los distintos altares que los vecinos han construido en determinadas zonas del casco urbano.
La etapa final de la procesión se realiza en la plaza Mayor, donde el Ayuntamiento, con la ayuda de los vecinos, ha preparado otro altar donde se realiza la última bendición.
En Robledo de Chavela existe otra procesión en la que también intervienen los niños: la Procesión de los Niños, en honor a San Blas.

#### Fiestas patronales del Santísimo Cristo de la Agonía
Las fiestas patronales de Robledo de Chavela se realizan en honor al Santísimo Cristo de la Agonía (cuya imagen puede verse en la iglesia de la Asunción de Nuestra Señora) y suelen comenzar el último miércoles de agosto, para finalizar el lunes siguiente, inclusive.
Los festejos suelen comenzar el miércoles por la tarde, en que las múltiples peñas de la localidad se reúnen en el parque municipal, donde reparten sangría gratuita y pañuelos conmemorativos. A continuación, es típico que un grupo de tamborileros argentinos o uruguayos amenicen la celebración, acompañados de un grupo de mulatas brasileñas. Una vez reunidos, peñas, vecinos y artistas, marchan en un alegre desfile hasta la plaza del pueblo. Allí, tiene lugar el Pregón de las Fiestas, normalmente leído por un personaje popular en España, tras lo cual dan comienzo las fiestas propiamente dichas.
Los festejos abarcan habitualmente las siguientes actividades:
- Baile popular todas las noches, con distintas orquestas invitadas. Destaca la interpretación, ya de madrugada, de las Seguidillas y el Rondón robledanos
- Fuegos artificiales
- Limonada organizada por el Ayuntamiento
- Diana floreada, con bandas que pasean y tocan por las calles por la mañana
- Desayuno popular
- Macrodiscoteca móvil
- Actuación de famosos cantantes en el campo de fútbol
- Teatro de calle infantil
- Colchonetas hinchables para niños
- Concursos:
  - De dibujo (para niños)
  - De tortillas
  - De pulsos
  - De sogatira
  - De rondón y seguidillas
- Torneo de mus
- Torneo de ajedrez con partidas simultáneas
- Yinkanas
- Exposición de artesanía de ganchillo
- Exposiciones en el centro cultural y deportivo El Lisadero
- Conciertos de música clásica en la iglesia de la Asunción de Nuestra Señora, dentro del programa de Clásicos en Verano, organizado por el Gobierno de la Comunidad de Madrid
- Verbena (coches de choque, colchonetas, tómbolas...)
- Festejos taurinos:
  - Encierros (todas las mañanas)
  - Espectáculo ecuestre/taurino gratuito
  - Corridas profesionales
  - Becerrada

Las fiestas culminan en lunes, con una Becerrada de Mozos y Casados del Pueblo, y una caldereta para todo el pueblo, donde se come la carne de las reses sacrificadas en la corrida:

#### La Becerrada de Mozos y Casados
El último día podría considerarse el mayor de todos y el más divertido, porque en él se celebra la conocida Becerrada de Mozos y Casados del Pueblo, y, ya por la noche, la popular Caldereta.

##### Desarrollo de la fiesta
- El enjaulamiento de los becerros

Los grupos de mozos y casados, provistos de vino y comida, salen de madrugada para enjaular a los becerros que participarán en el espectáculo. A las ocho y media de la mañana, llegarán con el camión de embarque al lugar en que tendrá lugar la salida del encierro.
- El encierro

Cuando llega la hora en que las vaquillas y becerros salgan de sus jaulas, la gente se sitúa en las vallas de la calle para ver a los mozos y casados correr delante de ellos hasta la plaza de toros. En el centro de la misma, muchos se tiran al agua de una piscina que ha sido allí instalada.
- El sorteo

Hacia las once y media de la mañana, los mozos y casados se dirigen al Ayuntamiento para apuntarse a la corrida de la tarde. Los participantes se sortearán a las doce, poniéndose el nombre de cada uno de la lista en un papelito, que se deposita en una gorra. Primero se extraerán los matadores (casado, soltero y mixto); después, las cuadrillas (picadores y banderilleros). A continuación se reúnen todos a comer.
- La corrida

A las tres y media de la tarde, los participantes prepararán su traje de faena taurina, buscando el disfraz más original o más desastroso.
Cuando llega el momento del paseíllo, las peñas les acompañarán, también disfrazadas. En el cortejo formado saldrán a la plaza carros, burros, coches viejos y bicicletas adornados, como en un circo. A lo largo de la corrida todos intentarán divertirse lo máximo posible.
- La Caldereta

Mientras la corrida transcurre, en la plaza de España se va preparando la tradicional caldereta que todos, tanto robledanos como veraneantes, degustarán en la plaza por la noche.
Antigüedad de la tradición
Existen algunas referencias antiguas a esta tradición, como la que señala Carmen Iglesias:

La fecha exacta de esta celebración no se sabe con exactitud, aunque Cristóbal Colón en los preparativos hacia el descubrimiento de América, prohíbe la participación en la misma a todos aquellos robledanos que se embarcaban con él en aquella aventura, por miedo a que les pasara algún percance con los becerros, y tuviera que buscar a otros en tan poco plazo de tiempo (considerando que ésta fiesta era en el mes de Septiembre, y Colón emprendía su viaje el 12 de octubre).
Carmen Iglesias

Aunque, Colón no sale, el 12 de octubre, sino que zarpa el 3 de agosto de 1492, del Puerto de Palos de la Frontera, desembarcando en América (en la isla de Guanahani) en 12 de octubre de 1492.

### Fiestas de invierno
Las principales fiestas de Robledo de Chavela en invierno son las siguientes:
1. Hoguera de los Quintos, en la plaza, en la madrugada del 31 de diciembre.
2. Cabalgata de Reyes (5 de enero), con un desfile de carrozas y reparto gratuito de regalos a los chavales de la localidad. Las actividades que se realizan no están dirigidas exclusivamente a los niños, sino que se organizan, además, otras actividades culturales, como las actuaciones de diferentes corales y las interpretaciones de la rondalla Los Jarales, formada por habitantes del pueblo.
3. San Blas (3 de febrero), con la Procesión de los Niños.
4. Carnavales (de domingo a miércoles, finalizando con el Entierro de la Sardina): las actividades abarcan bailes en la plaza, concurso de disfraces, pintado gratuito de caras, pasacalles de Carnaval, chocolate con bizcochos en la plaza, las tradicionales patatas con bacalao y el Entierro de la Sardina.

#### Procesión de los Niños
La Procesión de los Niños es una celebración realizada el día de San Blas, en la que los niños sacan en procesión a su Santo, abogado y protector. 
Todo en ese día se realiza a la medida de los pequeños: las andas de San Blas, las cintas del Santo, el convite y el día de vacaciones escolares.
Es un típico ejemplo de las distintas procesiones infantiles que se realizan en España.
También en Robledo, el día del Corpus, los pequeños intervienen en otra procesión.

### Música, bailes y tradiciones
- El rondón, que se baila pasada la madrugada, durante largo tiempo, en las fiestas patronales del Santísimo Cristo de la Agonía. El baile se realiza en la plaza por todos los robledanos y veraneantes, por parejas, formando un gran círculo que abarca por completo la misma. A mitad del baile, y al son solemne del tambor, las parejas van marchando durante un rato, agarrados del brazo.
- Las seguidillas y jotas: son típicos bailes robledanos, que tradicionalmente se han realizado durante las rondas que hacen los quintos durante el sábado por la noche antes del Domingo de Resurrección, en el que se celebra la fiesta del Judas. También se rondaba el día de la Hoguera, en Nochevieja.
Cuando se casaba uno, en la noche de bodas, también se le hacía la ronda a los recién casados.
- Por otra parte, el municipio ha aportado una rica serie de leyendas propias a las tradiciones de la sierra de Guadarrama.